# Modernismo (arte)
El modernismo fue la corriente de renovación artística desarrollada a finales del siglo xix y principios del xx, durante el periodo denominado fin de siècle y belle époque. En distintos países recibió diversas denominaciones. La más extendida es la de art nouveau (literalmente «arte nuevo»), de origen francés pero usada también en los países anglosajones, nórdicos, germánicos e hispánicos. Junto con esta denominación, recibió otros nombres según el área geográfica: modernismo en España e Hispanoamérica, Jugendstil en Alemania y países nórdicos, Sezession en Austria, Modern Style en los países anglosajones, Nieuwe Kunst en Países Bajos, y Stile Liberty en Italia. El uso común de los términos modernism (en inglés) o modernisme (en francés) no se refiere a este movimiento artístico, sino genéricamente a las vanguardias o al arte moderno.
El modernismo hace referencia a la intención de crear un arte nuevo, joven, libre (el arte por el arte) y moderno, que representara una ruptura con los estilos dominantes en la época, tanto los de tradición academicista (el historicismo o el eclecticismo) como los rupturistas (realismo o impresionismo). En la estética nueva que se trató de crear, predominaba la inspiración en la naturaleza a la vez que se incorporaban materiales novedosos derivados de la Revolución Industrial, como el acero y el cristal, superando la pobre estética de la arquitectura en hierro de mediados del siglo xix.
Dos ideas son fundamentales para entender la cultura moderna que estaba emergiendo: la conciencia de que «el futuro ya ha comenzado», que se relaciona con el concepto de progreso; y la convicción de que para tener futuro no sirven las pautas o doctrinas de etapas anteriores, sino que es necesario crear sus propias normas. Existe la ruptura con el pasado y la apuesta con el futuro desde el mismo presente.
En gran medida estas aspiraciones se basaron en el trabajo e ideas estéticas de Claude-Nicolas Ledoux y Eugène Viollet-le-Duc en Francia, y, John Ruskin y William Morris en el Reino Unido, que proponían democratizar la belleza o socializar el arte, en el sentido de que hasta los objetos más cotidianos tuvieran valor estético y fueran accesibles a toda la población, aunque sin utilizar las nuevas técnicas de producción masiva que impedían el desarrollo del buen hacer artesanal. El modernismo no solo se dio en las bellas artes tales como la pintura, escultura y arquitectura, sino también en las artes aplicadas o artes decorativas, en las artes gráficas y en el diseño de mobiliario, rejería, joyería, cristalería, cerámica y azulejería, lámparas y todo tipo de objetos útiles en la vida cotidiana, incluido el mobiliario urbano, que pasó a tener gran importancia (kioscos, estaciones de metro, farolas, bancos, papeleras, urinarios). Muchos artistas identificados con el modernismo son artistas «integrales». Especialmente, en el caso de los arquitectos, no solo proyectaban edificios, sino que intervenían en el diseño de la decoración, el mobiliario, y todo tipo de complementos y enseres de uso diario que habían de contener.
El modernismo no fue unánimemente recibido: una amplia corriente de opinión identificaba sus formas con el concepto de degeneración (una desintegración orgánica que corresponde a la desintegración social).

## Características
Las características que en general permiten reconocer al modernismo son:
- Inspiración en la naturaleza y uso profuso de elementos de origen natural, con preferencia en los vegetales y las formas redondeadas de tipo orgánico entrelazándose con el motivo central.

- Uso de la línea curva y la asimetría, tanto en las plantas y alzados de los edificios como en la decoración.

- Tendencia a la estilización de los motivos, siendo menos frecuente su representación estrictamente realista.

- Uso de imágenes femeninas en actitudes delicadas y gráciles, con un aprovechamiento generoso de las ondas en los cabellos y los pliegues de los ropajes.

- Actitud tendente a la sensualidad y a la complacencia de los sentidos, llegando hasta el erotismo en algunos casos.

- Libertad en el uso de motivos de tipo exótico, sean estos de pura fantasía o con inspiración en distintas culturas, como por ejemplo el uso de estampas japonesas.

- Aplicación envolvente del motivo tomando alguna de las características anteriormente mencionadas en contraposición con las características habituales del elemento a decorar. El elemento destacado de tipo orgánico envuelve o se une con el elemento que decora.

La derivación de estas características del modernismo o Art nouveau en la década de 1920 dio origen al denominado Art déco, con el que en ocasiones se identifica, aunque tiene características marcadamente diferentes.

## Cronología y evolución

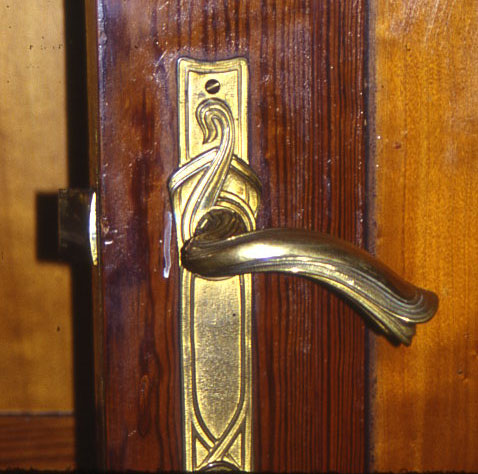
Picaporte de la puerta. Casa-Museo Horta. Bruselas.

Se ha calificado como pre-modernista la decoración mural del castillo francés de Roquetaillade, restaurado por Eugène Viollet-le-Duc en la década de 1850. Aunque su propósito era producir una recreación neogótica, lo que se obtuvo fueron unos frescos con un estilo germinal modernista de movimientos orgánicos, colores y formas de una gracia innovadora.
A lo largo de la segunda mitad del siglo xix se fue intensificando la tendencia, visible en movimientos innovadores británicos como los Arts and Crafts de William Morris o la Hermandad Prerrafaelita. Los patrones del diseño de la arquitectura victoriana derivaron hacia formas flotantes libres, especialmente en el hierro forjado que se deja a la vista, se exhibe con profusión y se aprovecha más allá de su función arquitectónica; o en el uso de grandes piezas de cristal de forma irregular (vitraux). Algo similar ocurría en los diseños textiles florales.

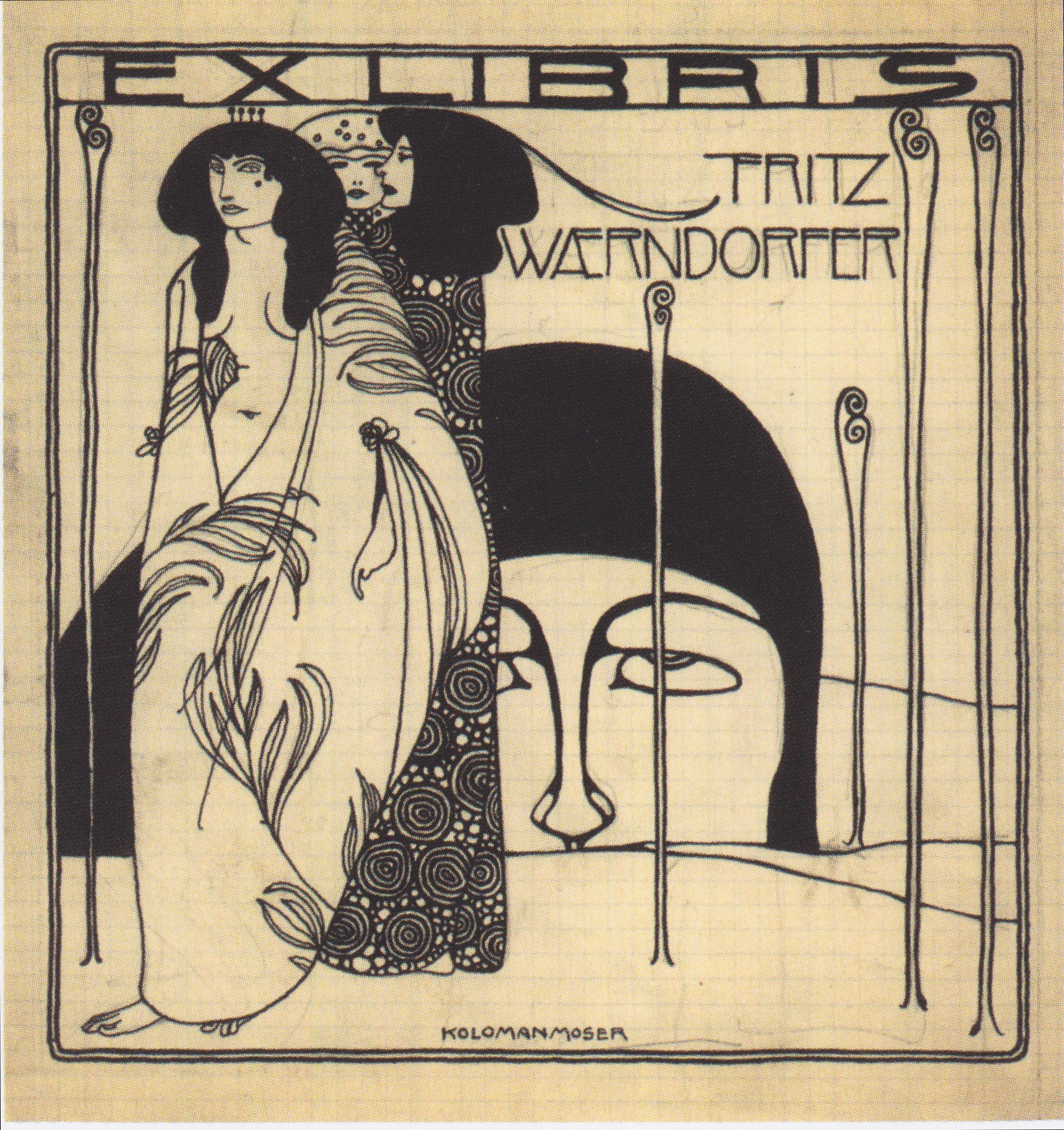
Ex libris diseñado por Koloman Moser.

El primer diseño identificado inequívocamente con el nuevo estilo es la cubierta de un libro de 1883 dedicado a las iglesias de Christopher Wren, del diseñador y arquitecto Arthur Mackmurdo.
En 1899 Charles R. Ashbee fundó la Guild and School of Handicraft de Nueva York en Toynbee Hall (este de Londres), dedicada a la decoración integral de interiores (forja, joyería, esmalte y mobiliario). Tras cerrar en 1897 la Kelmscott Press de William Morris, Ashbee aprovechó la experiencia de muchos de sus trabajadores para ampliar su actividad al sector de la imprenta (Essex House Press). La Guild se trasladó en 1902 a Chipping Camden (Gloucestershire), donde decae hasta su cierre en 1908.
La libertad vindicada en la década de 1890 por los grupos de artistas denominados «secesión» aparecidos sucesivamente en varias ciudades europeas (París —el Salon du Champs de Mars de 1890, escindido de la Société des Artistes Français—, Múnich —la Münchner Secession, escindida de la Münchner Künstlergenossenschaft, 1892—, Viena —la Wiener Secession escindida de la Vereinigung Bildender Künstler Österreich en 1897—, Berlín —la Berliner Secession escindida de la Große Berliner Kunstausstellung, 1898—) dio sustento ideológico y visibilidad pública al movimiento.
Entre 1892 y 1893 Victor Horta construye la Casa Tassel. Su taller de Bruselas se convierte en un centro difusor de la nueva estética en arquitectura y diseño.

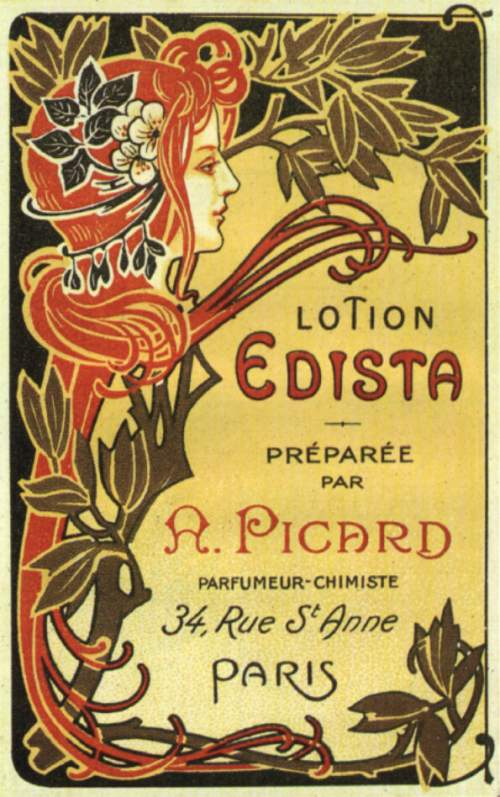
Rótulo comercial

El 1 de enero de 1895 un cartel publicitario difundido por las calles de París representó la aceptación popular del art nouveau en las artes plásticas: era de Alfons Mucha y representaba a la actriz Sarah Bernhardt en Gismonda.
En 1896 comenzó a publicarse en Múnich la revista Jugend («juventud»), que dio nombre al estilo en Alemania (Jugendstil).
En 1897 se inauguró el nuevo edificio de Charles Rennie Mackintosh para la Glasgow School of Art. Un grupo de artistas de esa ciudad, liderados por Mackintosh e identificados con el movimiento modernista, se conocerá como Escuela de Glasgow.
Entre 1897 y 1903 funcionó en Barcelona el local Els Quatre Gats, punto de encuentro del modernismo catalán (allí expuso por primera vez Picasso, en febrero y julio de 1900).

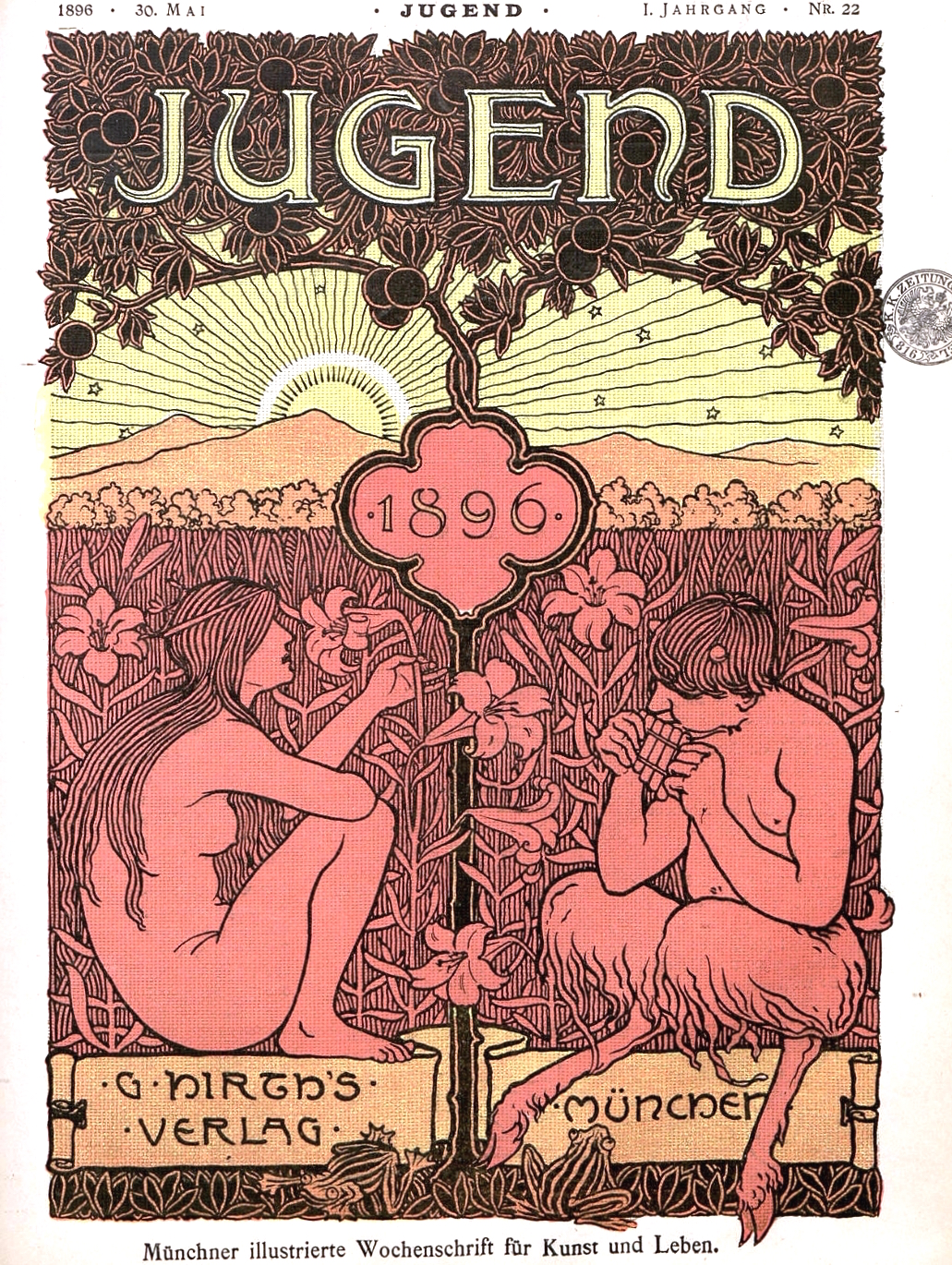
Nº 22 de Jugend, Múnich, 30 de mayo de 1896.

La Exposición Universal de París en 1900 significó un hito destacado. Fueron especialmente impactantes las instalaciones coordinadas (en diseño y color) de obras de arte junto a muebles y tapices, expuestas por iniciativa de la Maison de l'Art Nouveau («Casa del Arte Nuevo»), una galería de arte abierta cinco años antes (1895) en París por el marchante alemán Samuel Bing. Al igual que ésta, otras casas comerciales, como la londinense Liberty & Co. (Arthur Lasenby Liberty) y la neoyorquina Tiffany's (Louis Comfort Tiffany), se identificaron tan estrechamente con la nueva estética que sus nombres se utilizaron también como denominaciones de la misma.
El modernismo alcanzó su apogeo en la Prima Esposizione Internazionale d'Arte Decorativa Moderna («Primera Exposición Internacional del Arte Decorativo Moderno») de 1902 en Turín, donde expusieron diseñadores de todos los países europeos.
Hacia la época de la Primera Guerra Mundial (1914-1918), la naturaleza altamente decorativa del diseño modernista ya había comenzado a ser abandonada en favor de trazos más simples y rectilíneos, más en armonía con la estética plana y el menor coste de los diseños industriales. Hacia los años veinte esa tendencia se concretaría en una nueva etiqueta denominativa: el Art Déco.

## El modernismo en las artes gráficas
El modernismo se extendió de manera muy profusa en las artes gráficas, tanto en la ilustración de libros y revistas (incluyendo la encuadernación, las cubiertas y los ex-libris) como en el cartelismo (carteles, pósters o affiches publicitarios) y todo tipo de soportes: postales, paneles decorativos, papel pintado, estampados textiles, etc.; así como en el diseño de tipos de imprenta.
Muy influyente e imitado fue el checo Alfons Mucha. La aceptación de sus diseños, hechos con exquisita delicadeza y que incluían en su gran mayoría la figura femenina como motivo central le ganó trabajos a nivel internacional, produciendo también la clave ganadora de un estilo artístico comercial a imitar por los ilustradores de la época.
Pese a su corta vida, Aubrey Beardsley destacó como uno de los más originales exponentes del modernismo gráfico, con ilustraciones en blanco y negro de un estilo personalísimo a la vez que controvertido, por lo irreverente de sus temas.
Otros diseñadores muy importantes fueron Charles Rennie Mackintosh (con el movimiento de Arts and Crafts), T. Privat-Livemont, Koloman Moser o Franz von Stuck. En Latinoamérica destaca la artista colombiana Carolina Cárdenas Núñez.

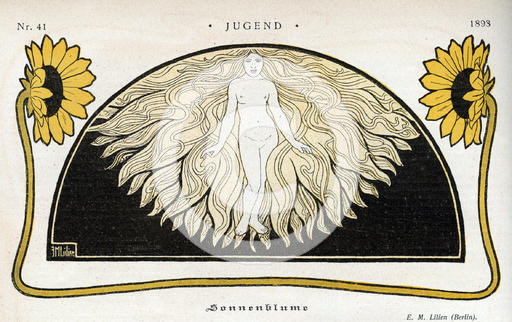
Girasol, de Ephraim Moses Lilien, 1893.
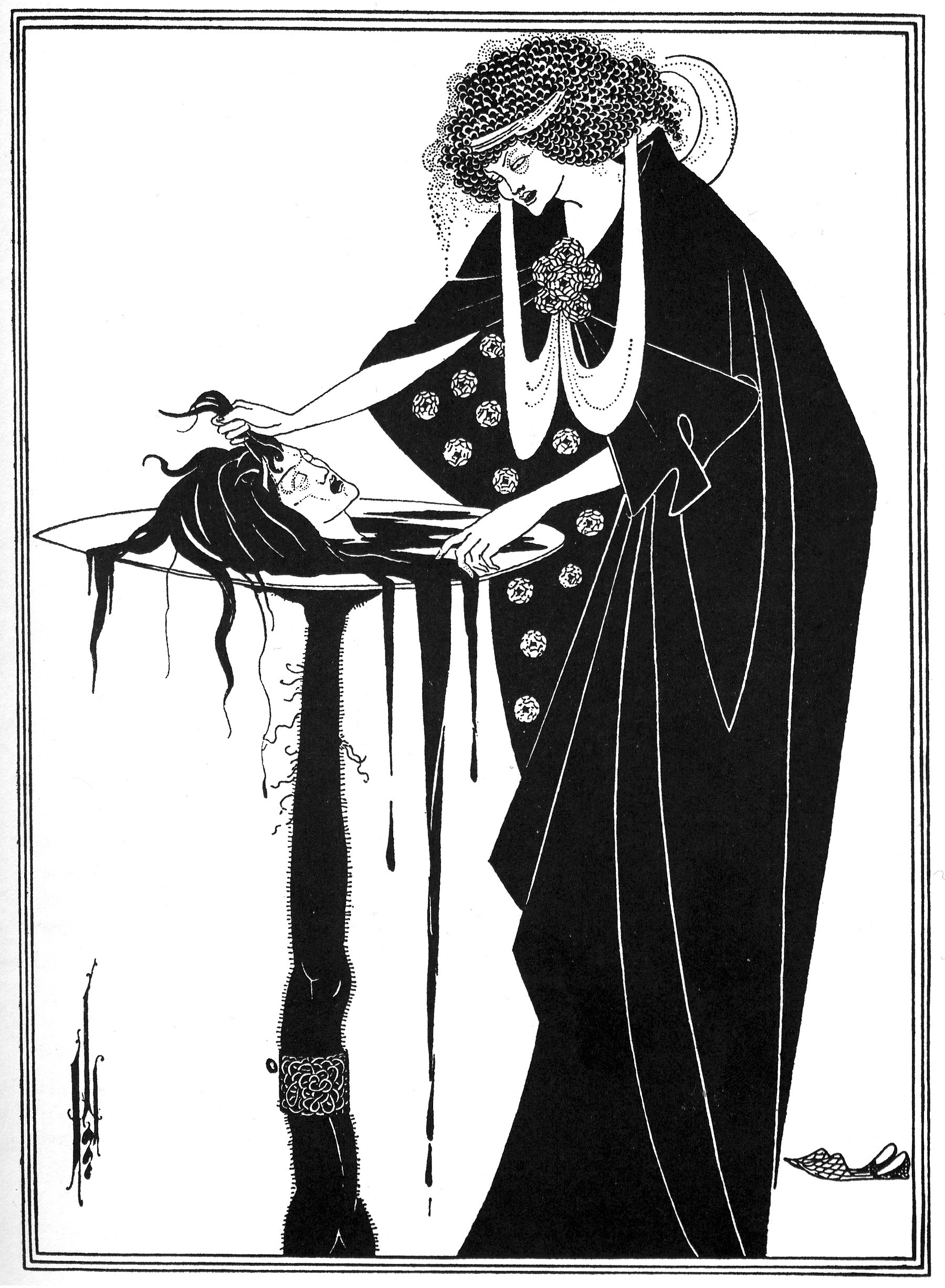
La recompensa de la bailarina (ilustración para la Salomé de Oscar Wilde), de Aubrey Beardsley, 1894.
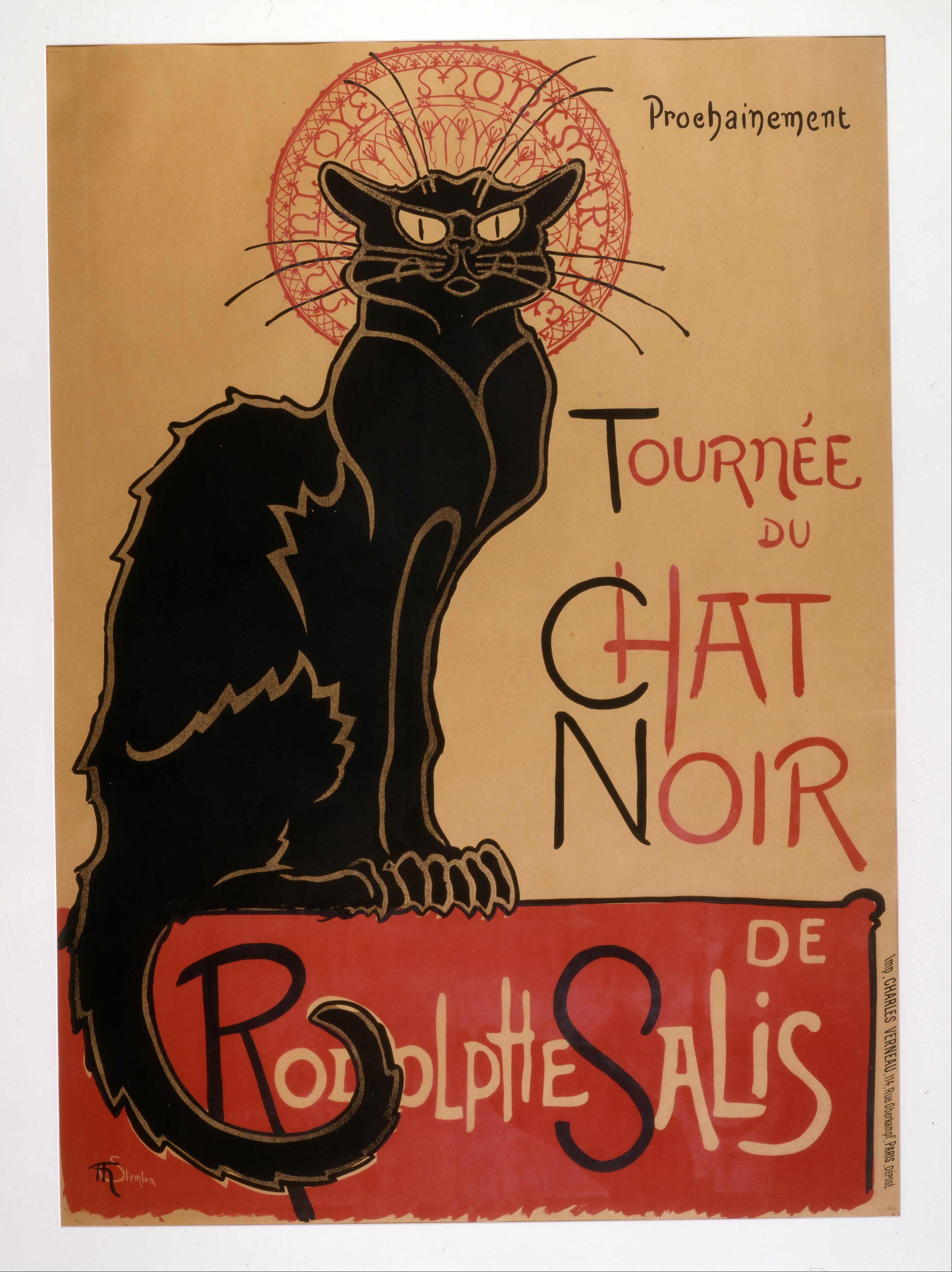
Cartel publicitario para Le chat noir, de Théophile Alexandre Steinlen, 1896.
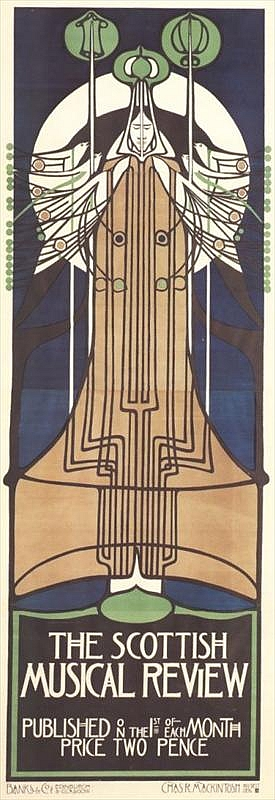
Portada de Scottish Musical Review, Charles Rennie Mackintosh, 1896.
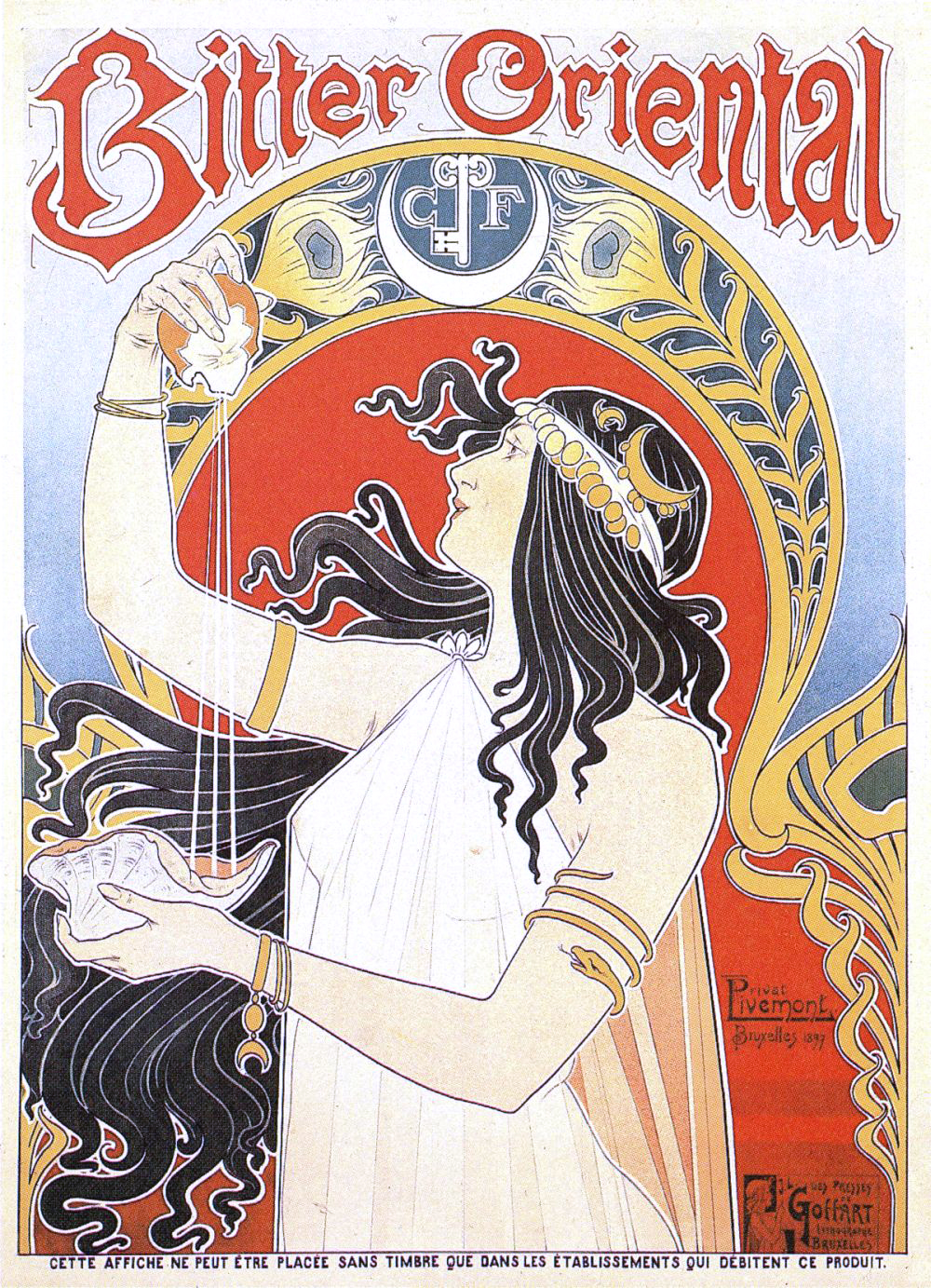
Bitter Oriental, de Henri Privat-Livemont, 1897.
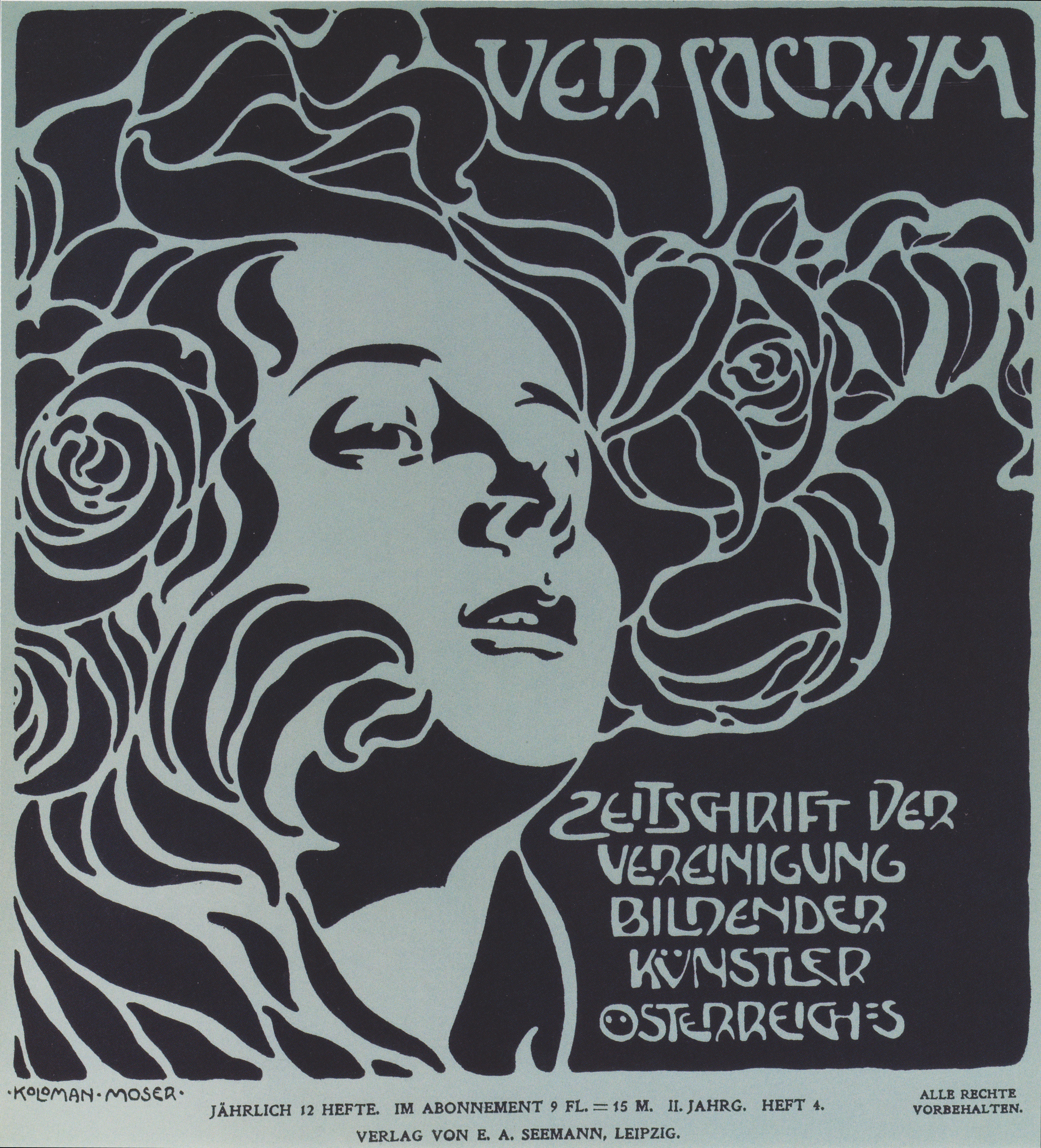
Portada de Ver Sacrum, de Koloman Moser, 1899.
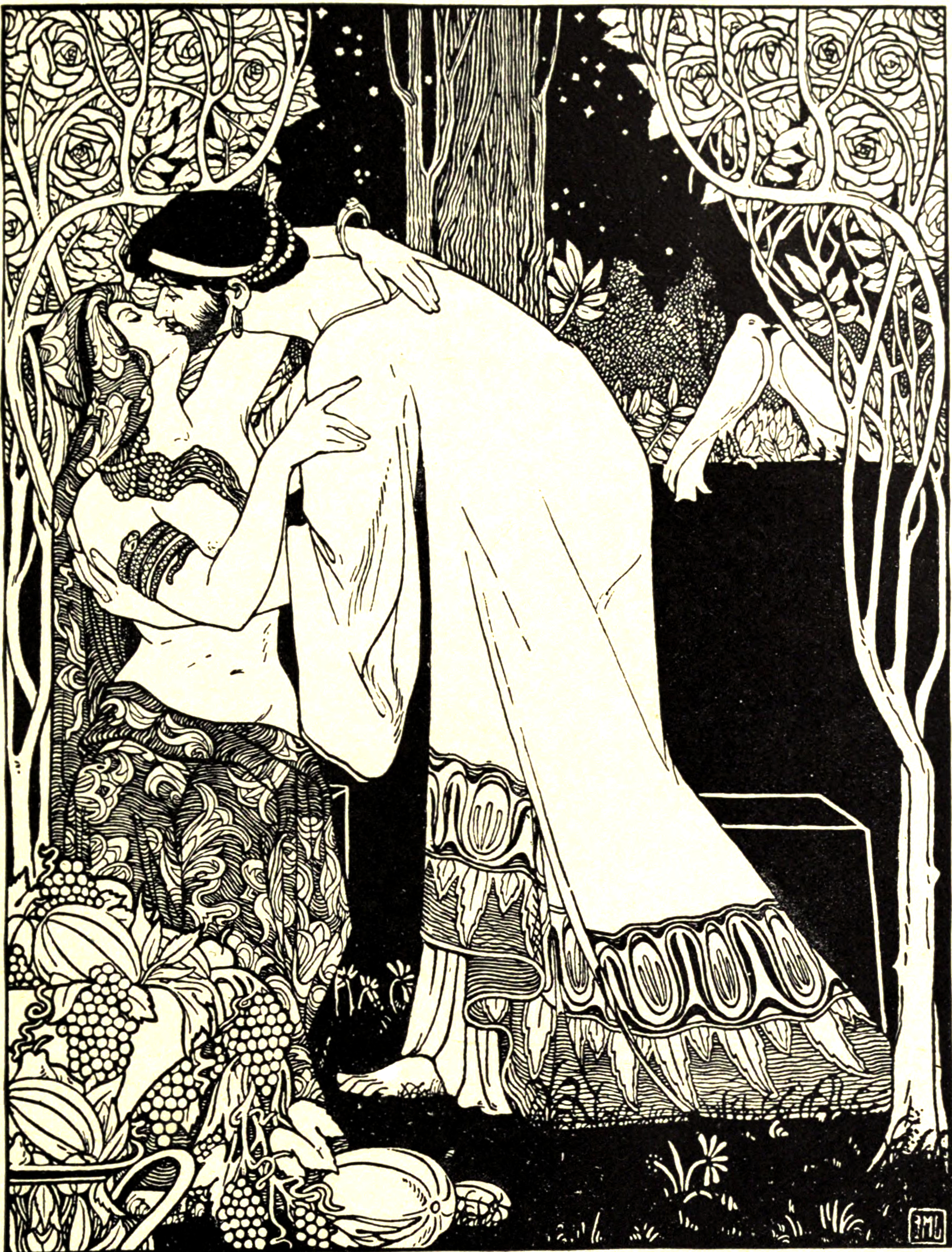
Cantar de los Cantares, de Lilien, 1900-1.
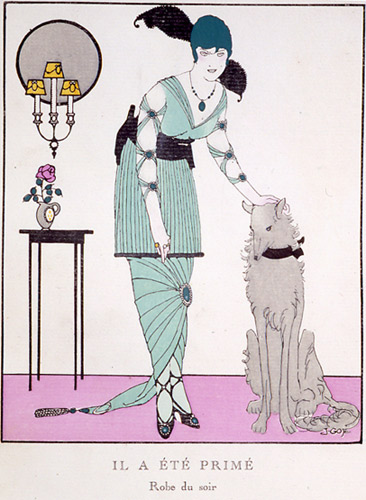
Il a été primé, de Javier Gosé, 1914.

## Joyería, cristalería, cerámica, mobiliario y forja modernistas

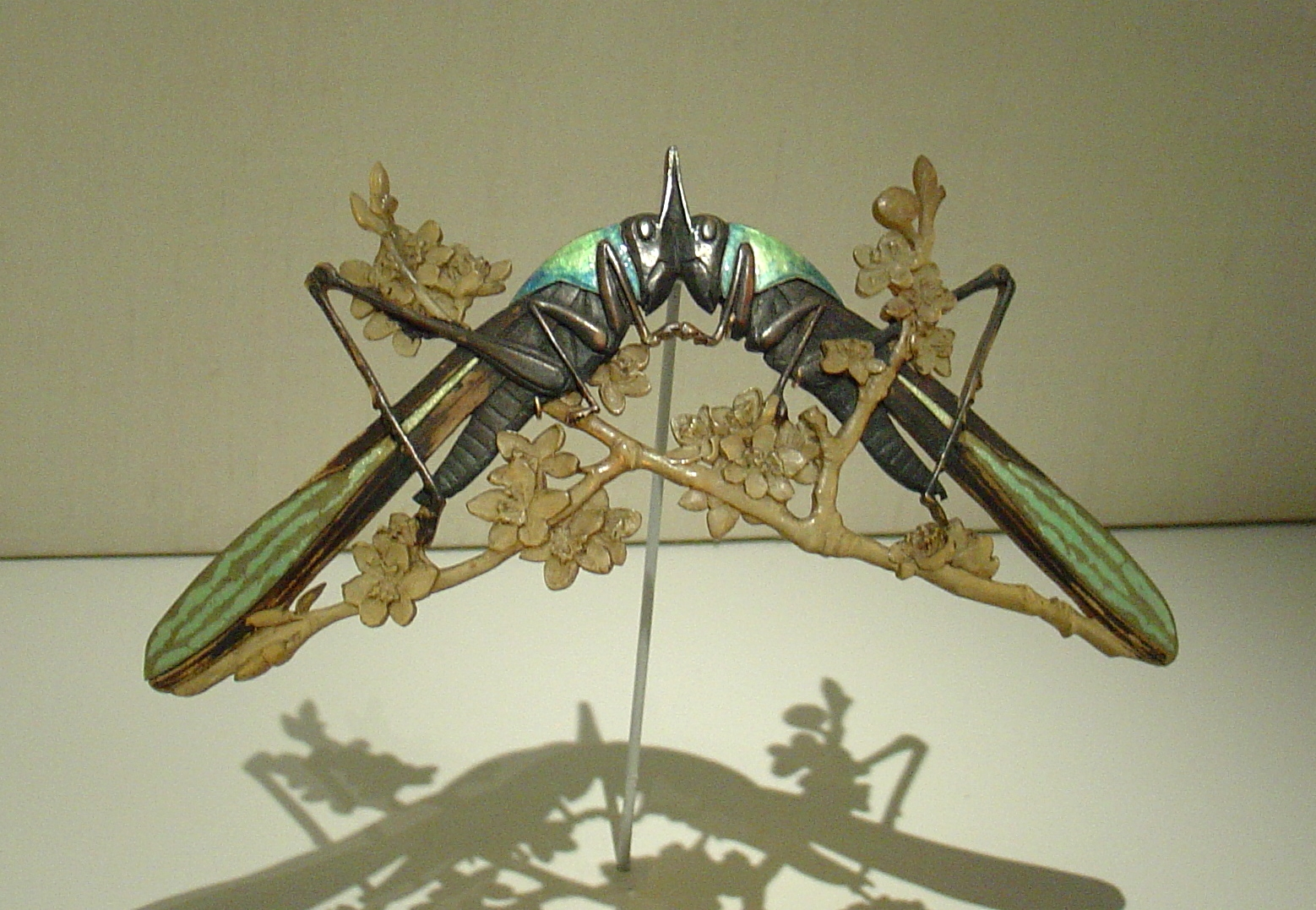
Joya de René Lalique.

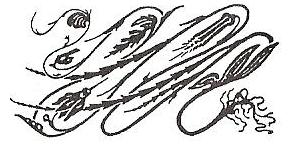
Diseño Cyclamen, de Hermann Obrist.

El arte de la joyería se vio revitalizado por el modernismo, teniendo a la naturaleza como la principal fuente de inspiración. Complementaron esta renovación los nuevos niveles de virtuosismo alcanzados en el esmaltado y los nuevos materiales como ópalos y otras piedras semipreciosas. El interés generalizado en el arte japonés y el entusiasmo especializado en las habilidades de metalistería, fomentaron nuevas aproximaciones y temas de ornamentación.
Durante los dos siglos precedentes, el énfasis en la joyería fina se había centrado en las gemas, particularmente en los diamantes por lo que la preocupación principal del joyero consistía en proveer un marco adecuado para su lucimiento. Con el modernismo surgió un nuevo tipo de joyería, motivada y encausada hacia el diseño artístico antes que en el mero despliegue de las gemas.
Los joyeros de París y Bruselas fueron los que principalmente definieron el modernismo en la joyería y es en esas ciudades donde el estilo ganó el mejor renombre. Los críticos franceses contemporáneos eran unánimes al reconocer que la joyería estaba atravesando una transformación radical y que el diseñador, joyero y vidriero René Lalique estaba en su centro. Lalique glorificó a la naturaleza en la joyería, extendiendo su repertorio para incluir aspectos nuevos no tan convencionales –como libélulas y hierbas- inspirados en sus encuentros con el arte japonés.
Los joyeros estaban deseosos de establecer este nuevo estilo como una tradición distinguida y para ello buscaron inspiración en el Renacimiento para sus joyas de oro esmaltado y esculpido, aceptando además el estatus del joyero como artista más que como artesano. En la mayoría de los trabajos esmaltados las gemas cedieron su primacía. A los diamantes se les daba un papel subsidiario en combinación con materiales menos familiares como el vidrio moldeado, el marfil y cuerno animal.

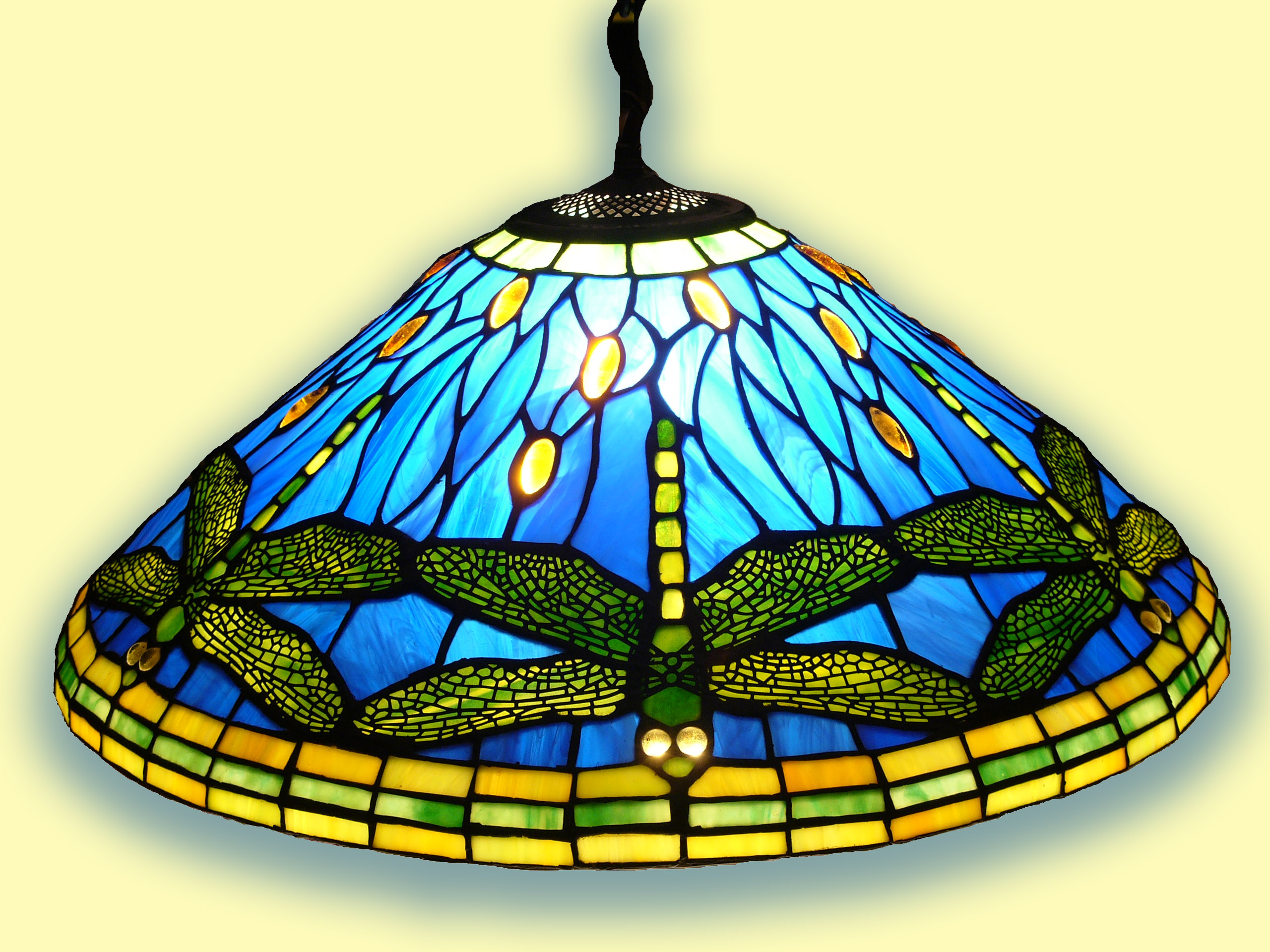
Lámpara Dragonfly («Libélula»), de Tiffany.
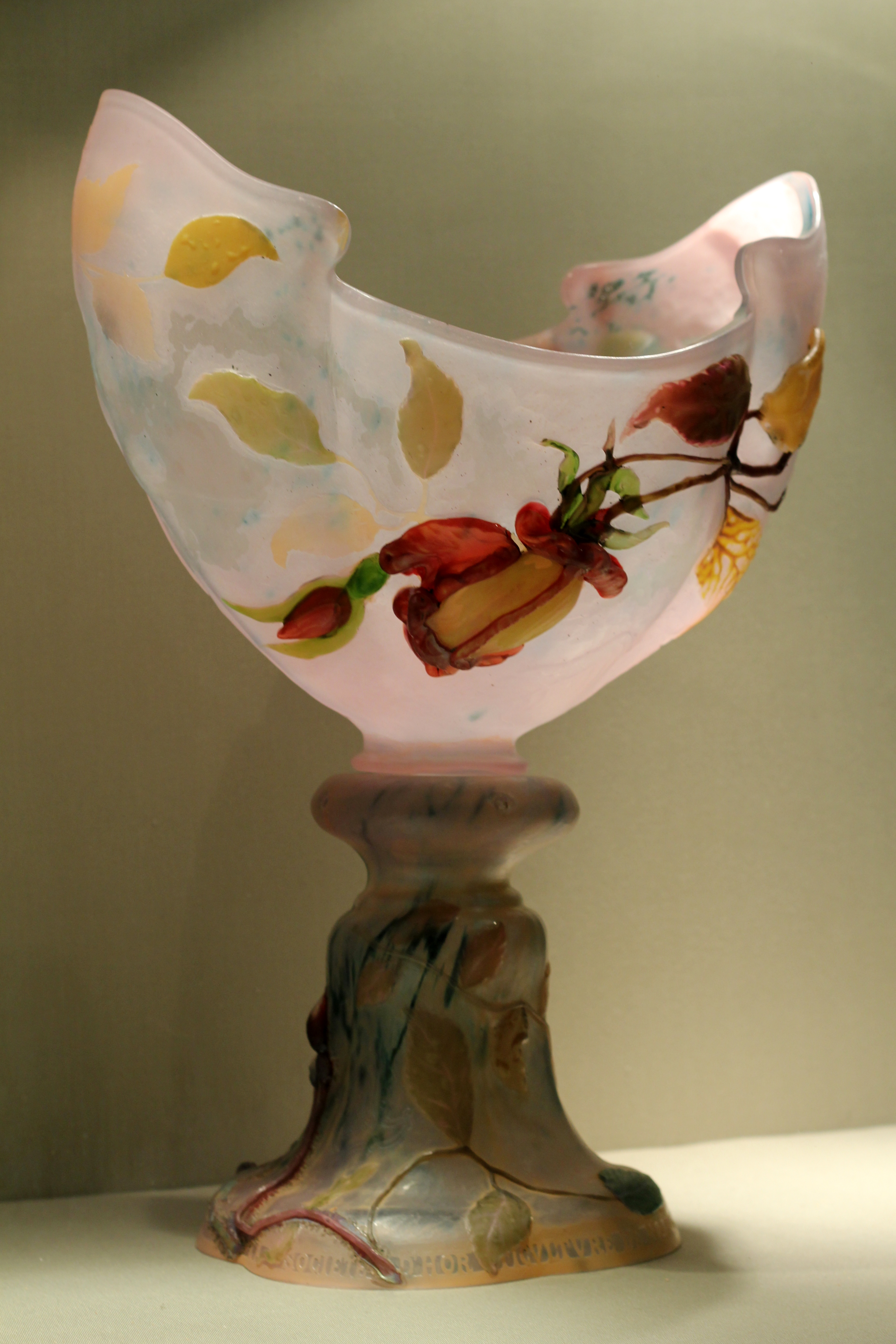
Copa Rose de France («Rosa de Francia»), de Gallé.
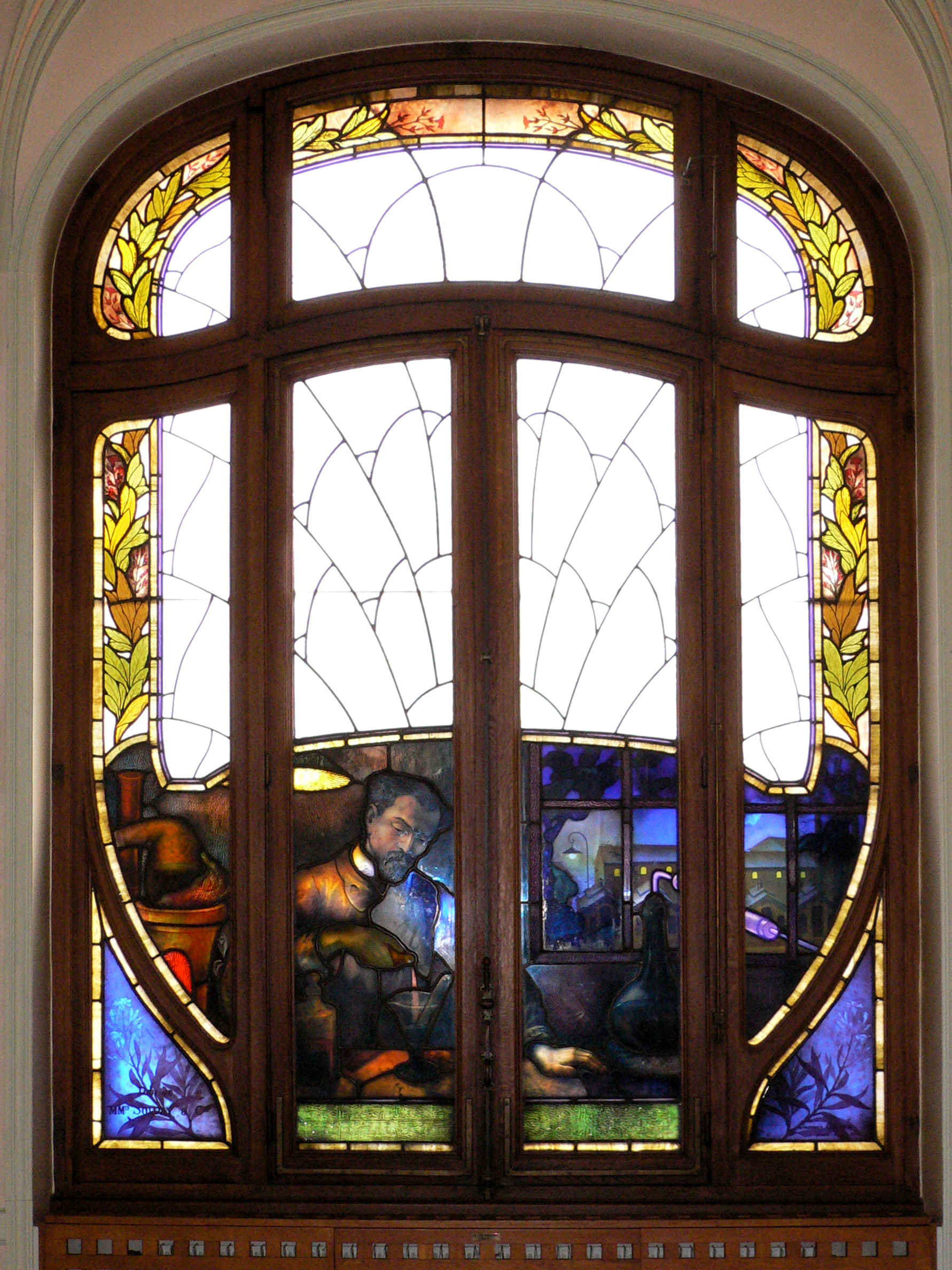
La Química, vidriera de la Cámara de Comercio e Industria de Meurthe-et-Moselle de Gruber.
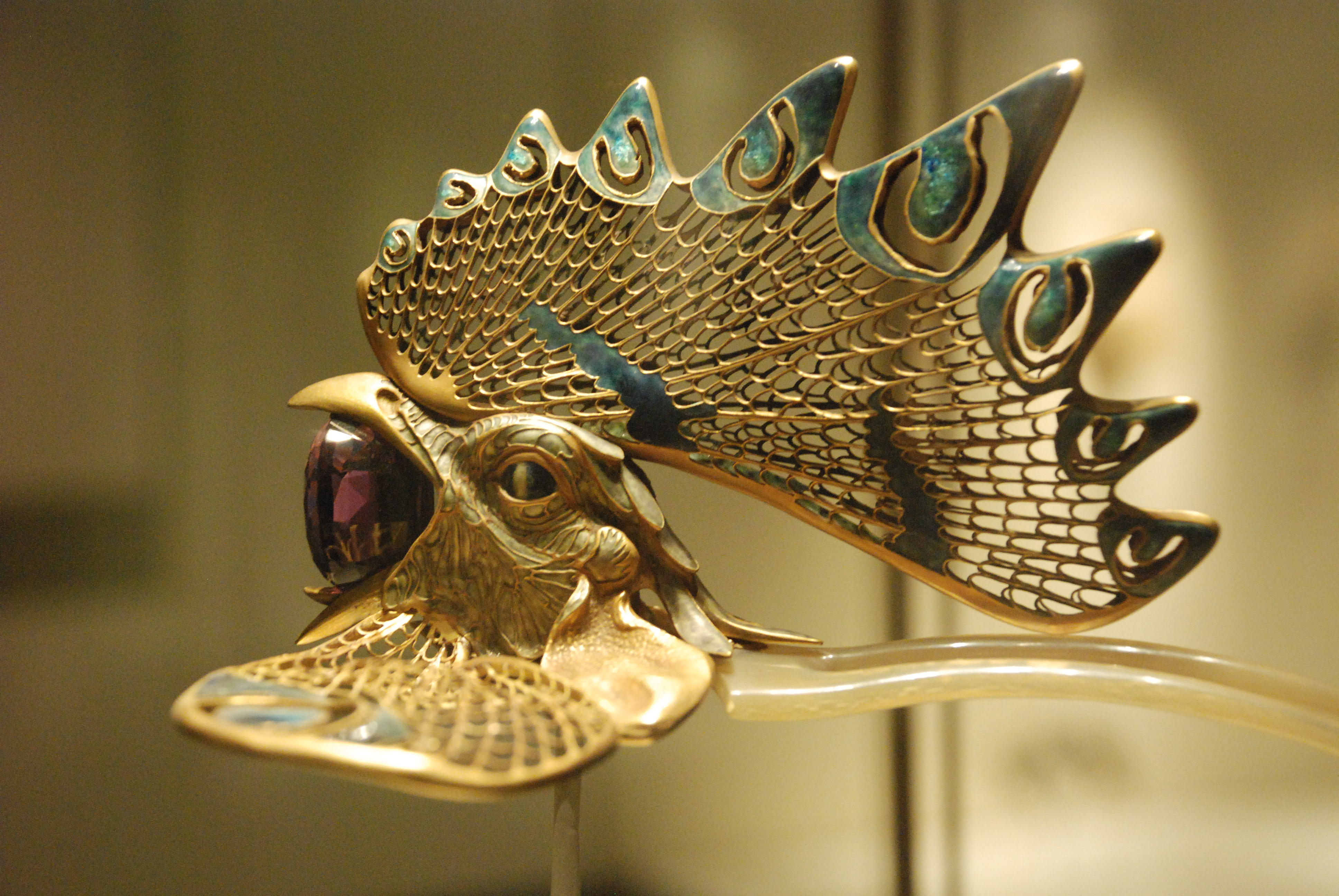
Alfiler de sombrero de Lalique (Fundación Calouste Gulbenkian).
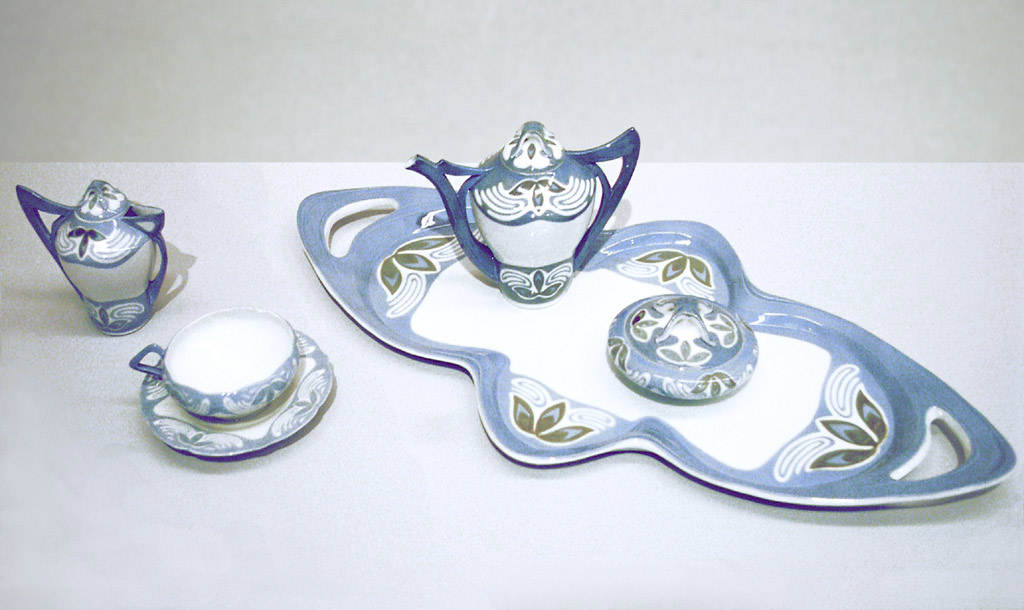
Servicio de café en Porcelana de Meissen, de Theodor Grust, 1902

## Pintura modernista

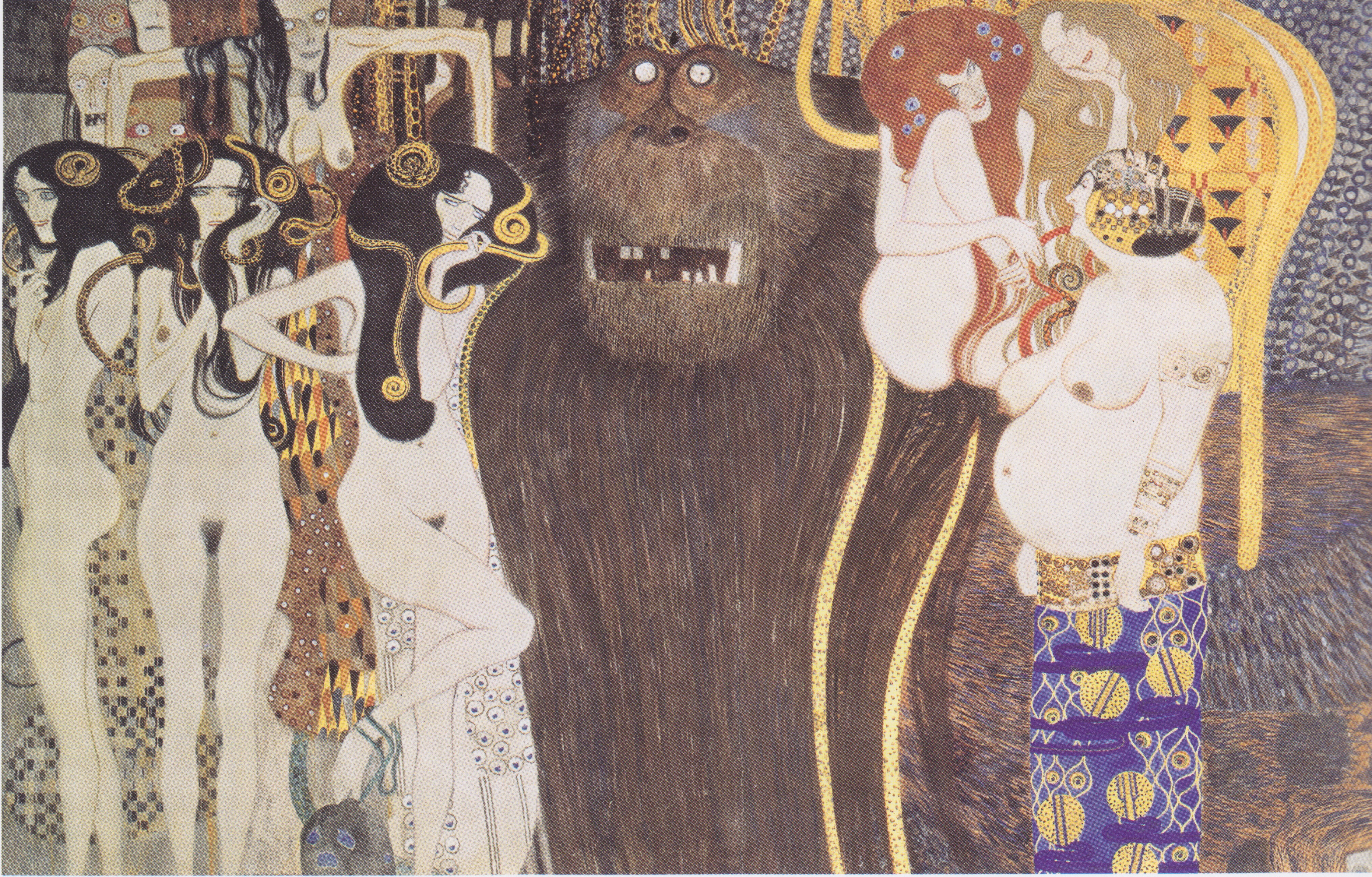
Friso de Beethoven, de Klimt.

En contraposición tanto al academicismo como al impresionismo, se abandonan los temas cotidianos por los contenidos simbólicos y conceptuales (un movimiento simultáneo, postimpresionista, se denomina simbolismo), entre los que destaca la mujer, con un tratamiento erótico que llega hasta la perversión (un movimiento simultáneo, muy relacionado, se denomina decadentismo —Félicien Rops, Gustave Moreau, Odilon Redon—). Técnicamente se insiste en la pureza de la línea (lo que le da un carácter bidimensional) y la expresividad del dibujo (se ha considerado precedente del expresionismo posterior), ambas cosas ya presentes en autores postimpresionistas, especialmente en Toulouse-Lautrec. Las formas orgánicas, especialmente vegetales curvilíneos y espirales (flores, hojas, tallos retorcidos), que rellenan todo el espacio (horror vacui, a veces llegando a la teselación) ya presentes en movimientos ingleses anteriores (prerrafaelismo y arts and crafts), se convierten en un leit motiv paralelo a las formas decorativas de las artes gráficas, con las que están estrechamente identificadas, así como con el cartelismo y la reproducción litográfica. Los formatos preferidos son los alargados y apaisados.

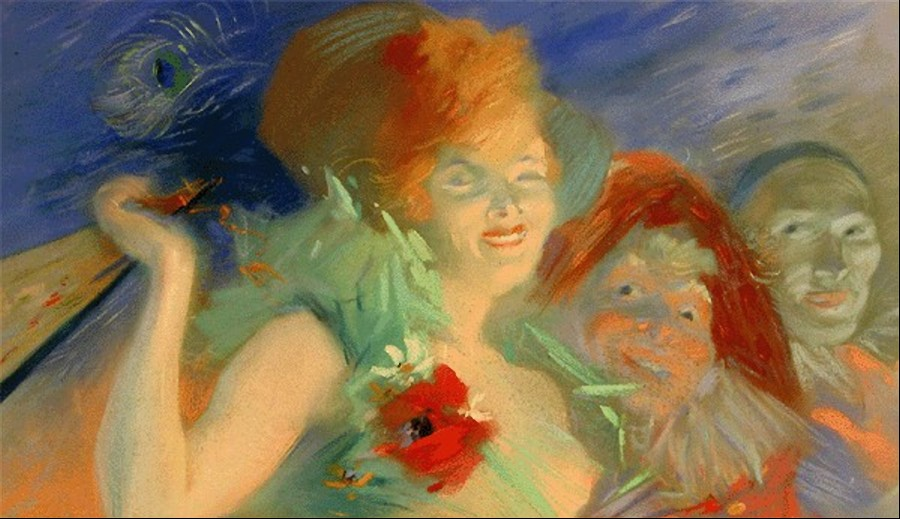
Mascarada, de Jules Cheret.
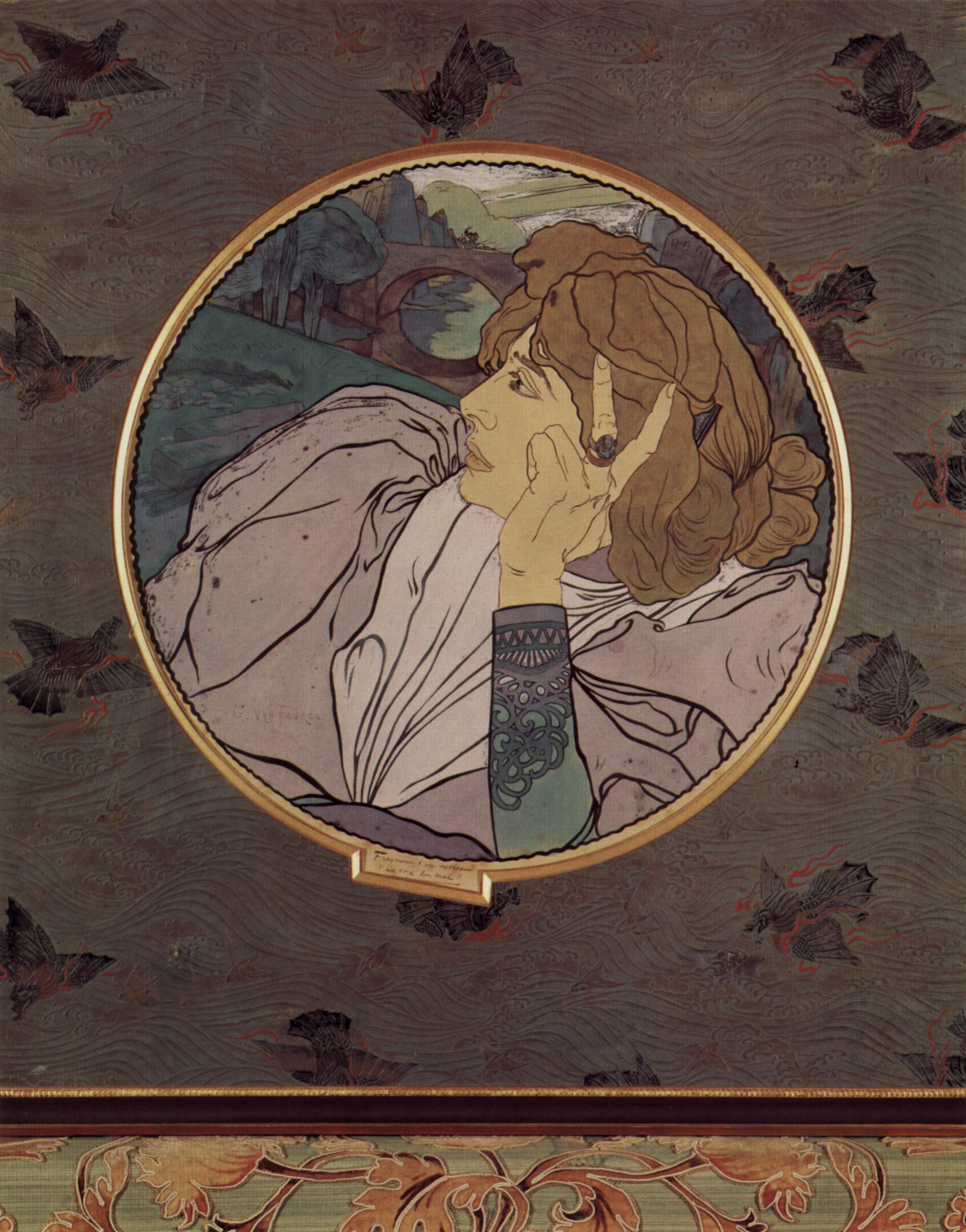
Melancolía, de Georges de Feure.
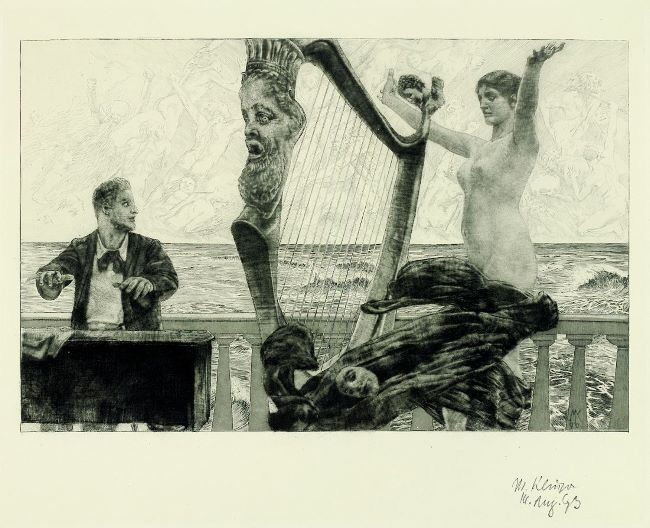
Fantasía, de Max Klinger.
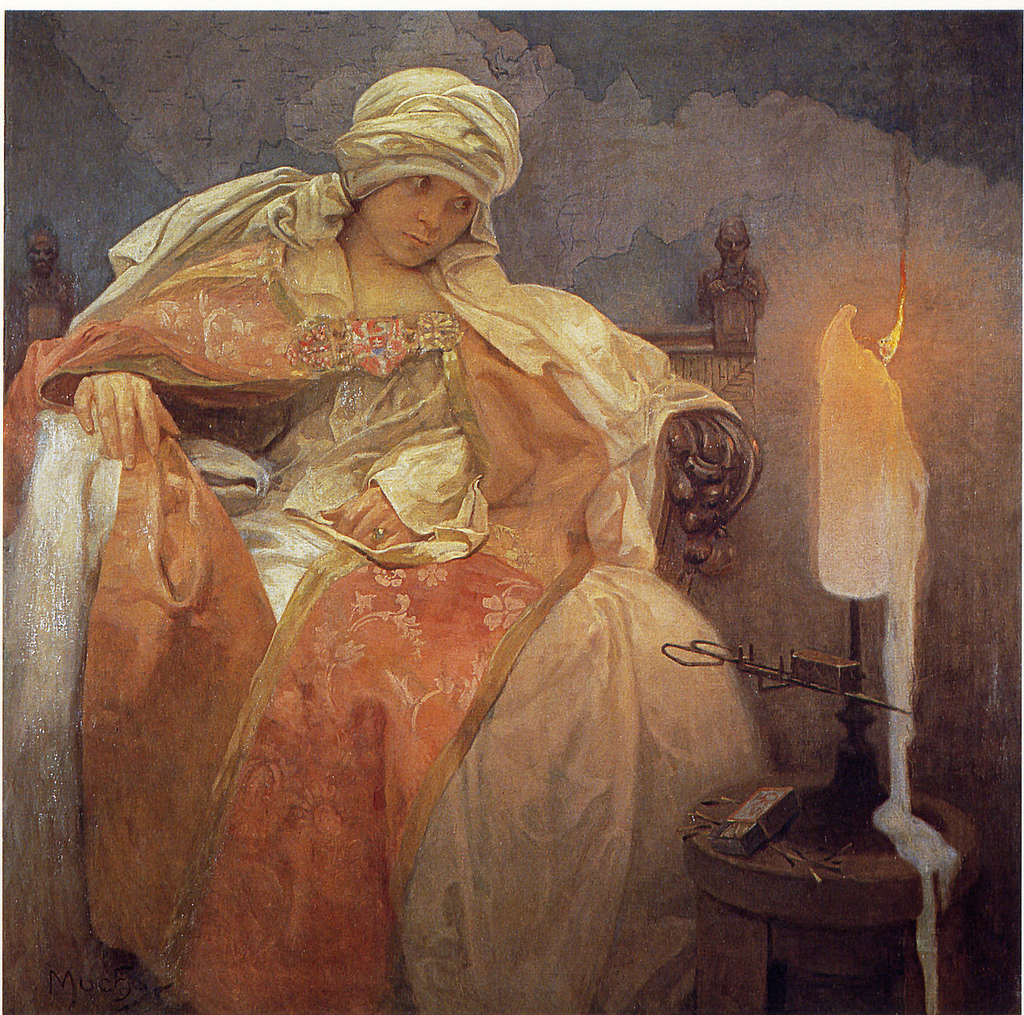
Mujer con vela, de Alfons Mucha.

## Escultura modernista
La escultura modernista tuvo como tema central la figura femenina en distintas actitudes.
Más allá de la sucesión cronológica entre art nouveau y art decó (antes y después de 1920) no hay una nítida separación estilística entre los desarrollos escultóricos identificables con ambas etiquetas. En ambos se utilizaron una gran variedad de materiales: el mármol para los monumentos de envergadura y el bronce, el marfil, los metales preciosos (muy a menudo la combinación crisoelefantina de marfil y oro), la cerámica y el vidrio para las obras de pequeño tamaño, muy relacionadas con la orfebrería. Entre los principales escultores relacionados con el estilo aplicado a esa escala menor estuvieron Ferdinand Preiss, Demetre Chiparus, Joseph Lorenzl o Clare-Jeanne-Roberte Colinet.
Modernismo, «mediterraneísmo» y «noucentisme»
A pesar de su oposición al modernismo, contra el que pretende explícitamente ser una reacción en un sentido «humanista» y «clasicista», tampoco es muy evidente en las formas la diferenciación entre la escultura «modernista» y la noucentista o «mediterraneísta», que surge en la primera década del siglo xx y se define estéticamente en relación con Aristide Maillol (su obra La Mediterranée, de 1905) y el movimiento estético en torno al crítico Eugenio D'Ors (Josep Clarà, Manolo Hugué, Enric Casanovas, Julio González, Pablo Gargallo, Cristino Mallo, etc.), muchos de cuyos componentes evolucionaron hacia las vanguardias. El mediterrenaísmo o novecentismo también tiene una vertiente pictórica (el propio Maillol, José María Sert, Joaquín Sunyer, Joaquín Torres García).
En distintas naciones europeas se han identificado como modernistas a varios escultores de finales del xix y comienzos del xx: en Bélgica a Fernand Dubois y Egide Rombaux, en Austria
a Gustav Gurschner; en España a Venancio Vallmitjana, Agapito Vallmitjana, José Llimona, Enrique Clarasó, Eusebio Arnau, Miguel Blay y José Clará; y en Polonia a Xavery Dunikowski.

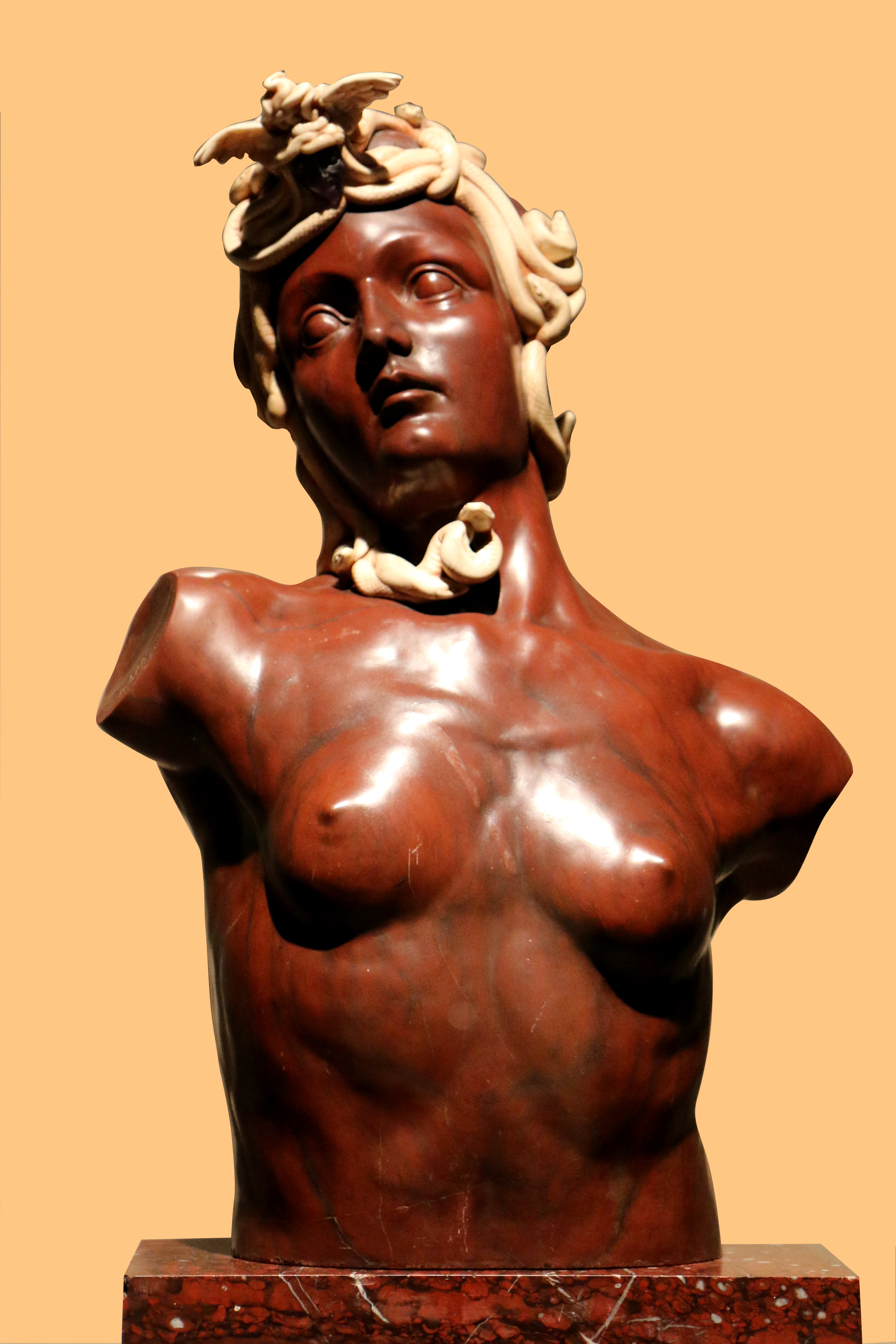
Maleficia por Philippe Wolfers (1896)
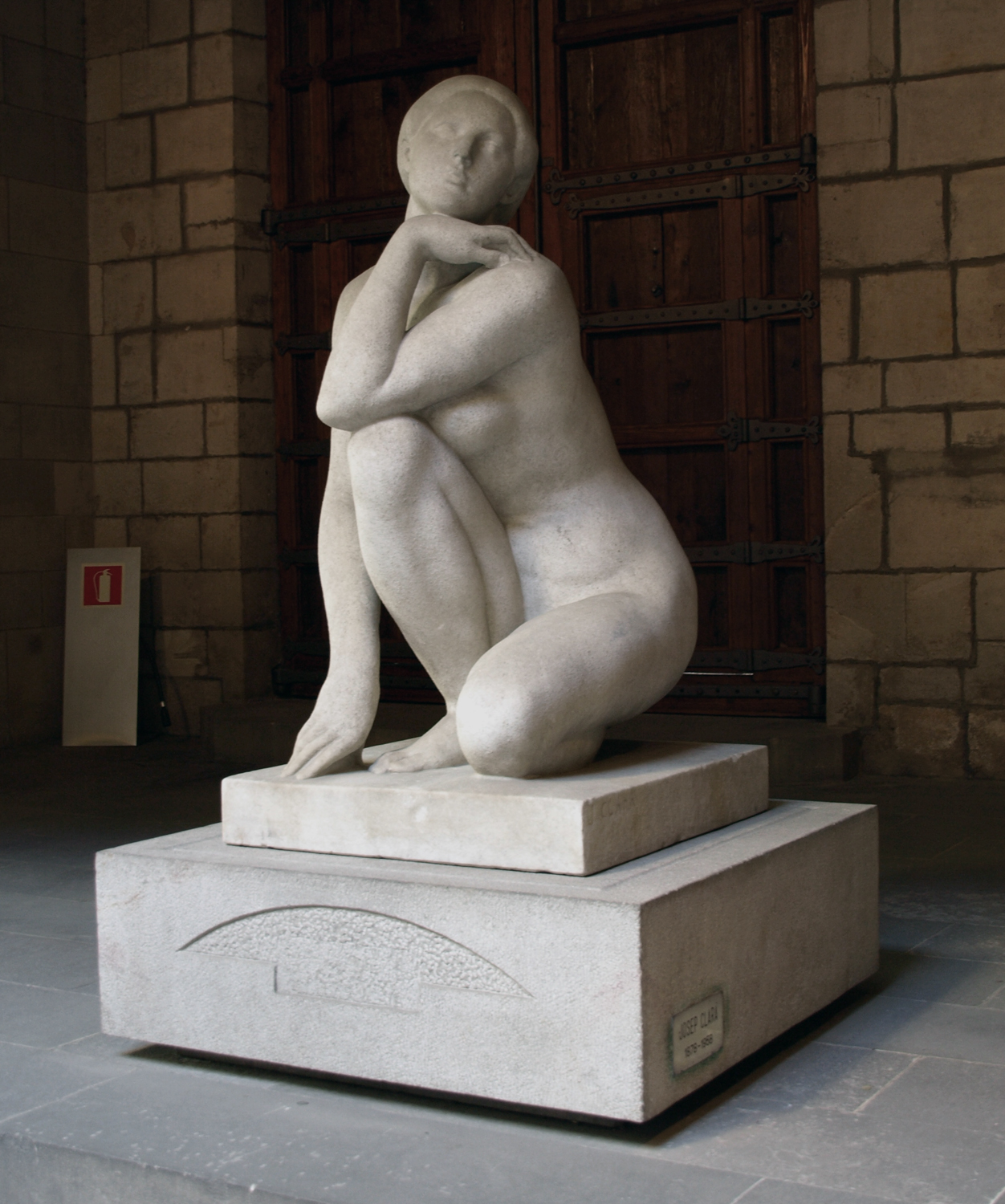
La diosa, de Clarà (1909).
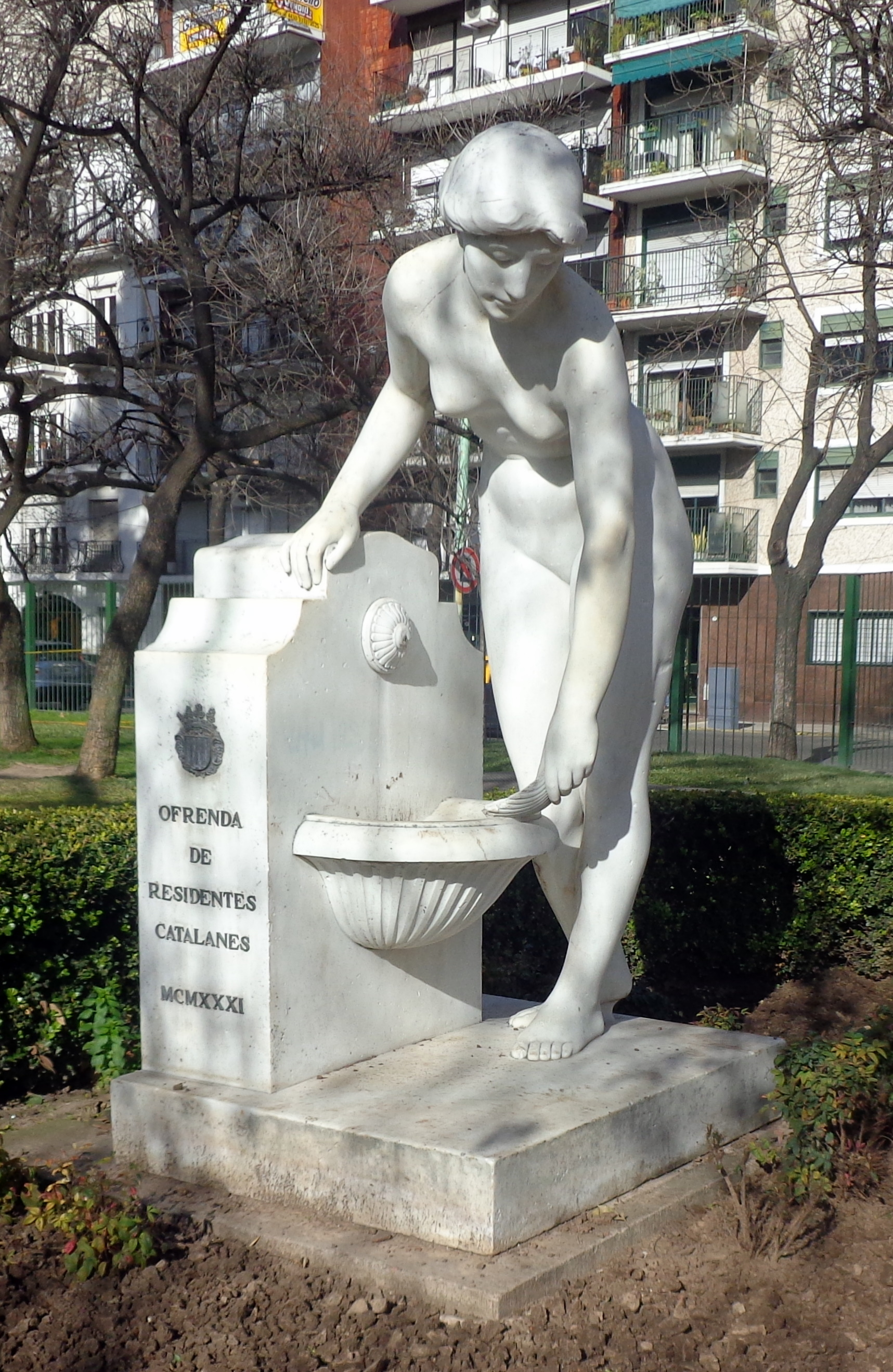
Fuente de la doncella, de Llimona (1925-1931).
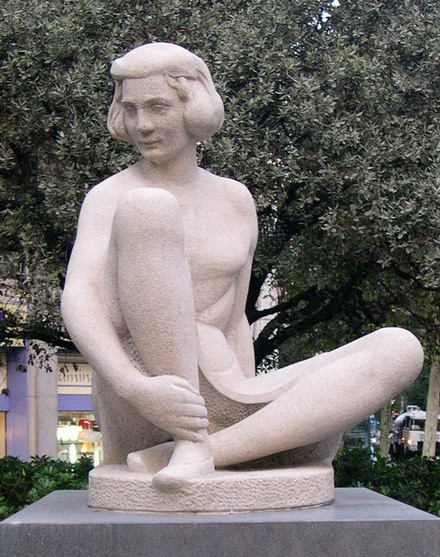
Dona en repòs («Mujer en reposo»), de Hugué (1925).
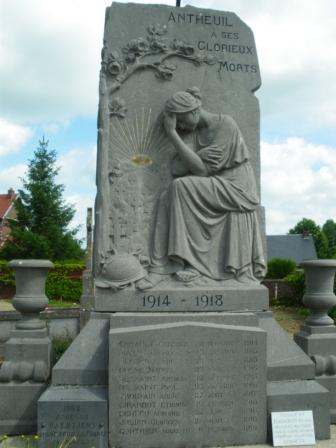
Monumento de los caídos en la I Guerra Mundial. La empresa Rombaux-Roland los hizo por toda Francia.
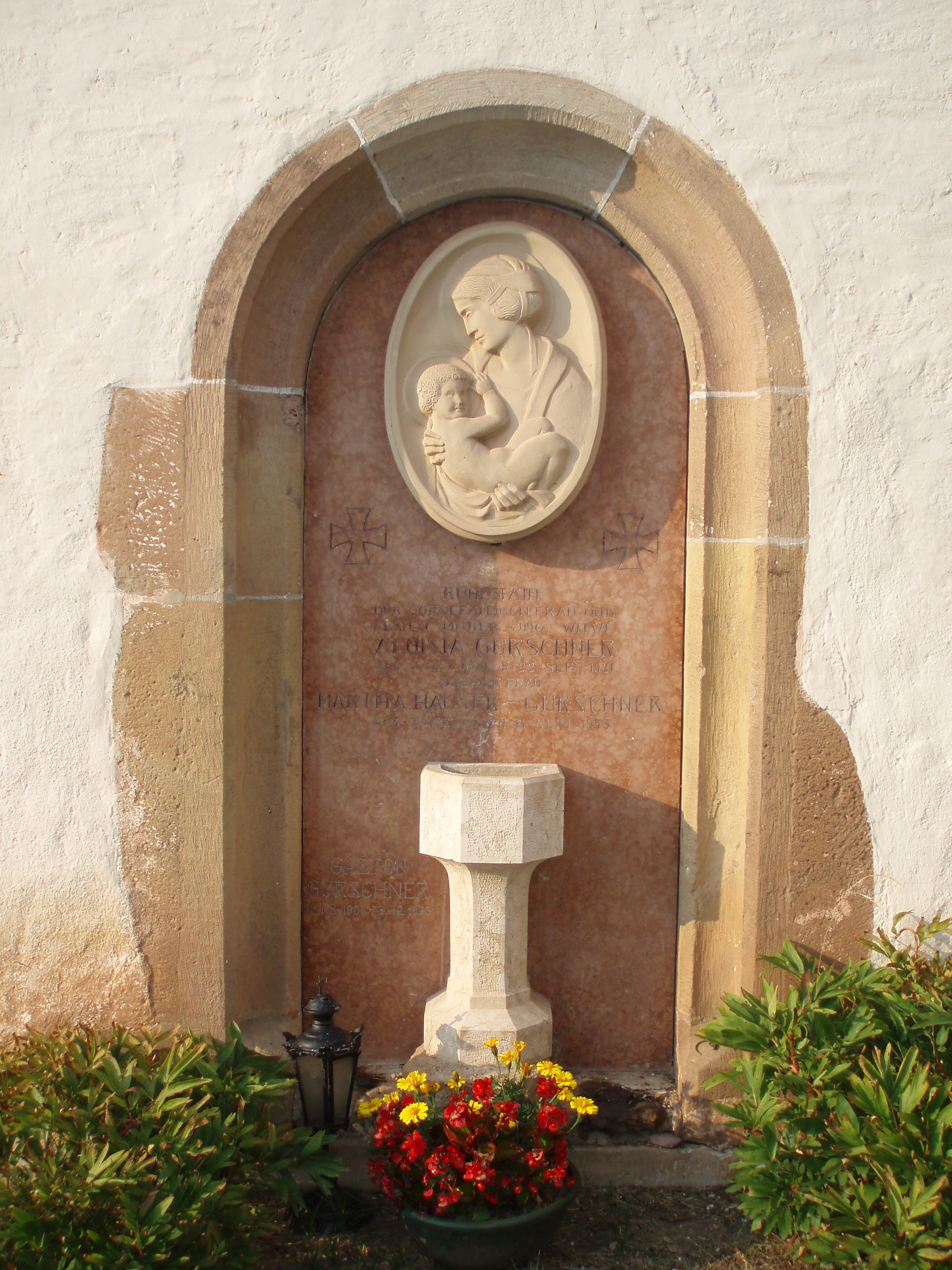
Tumba de la madre de Gurschner.

## Arquitectura modernista

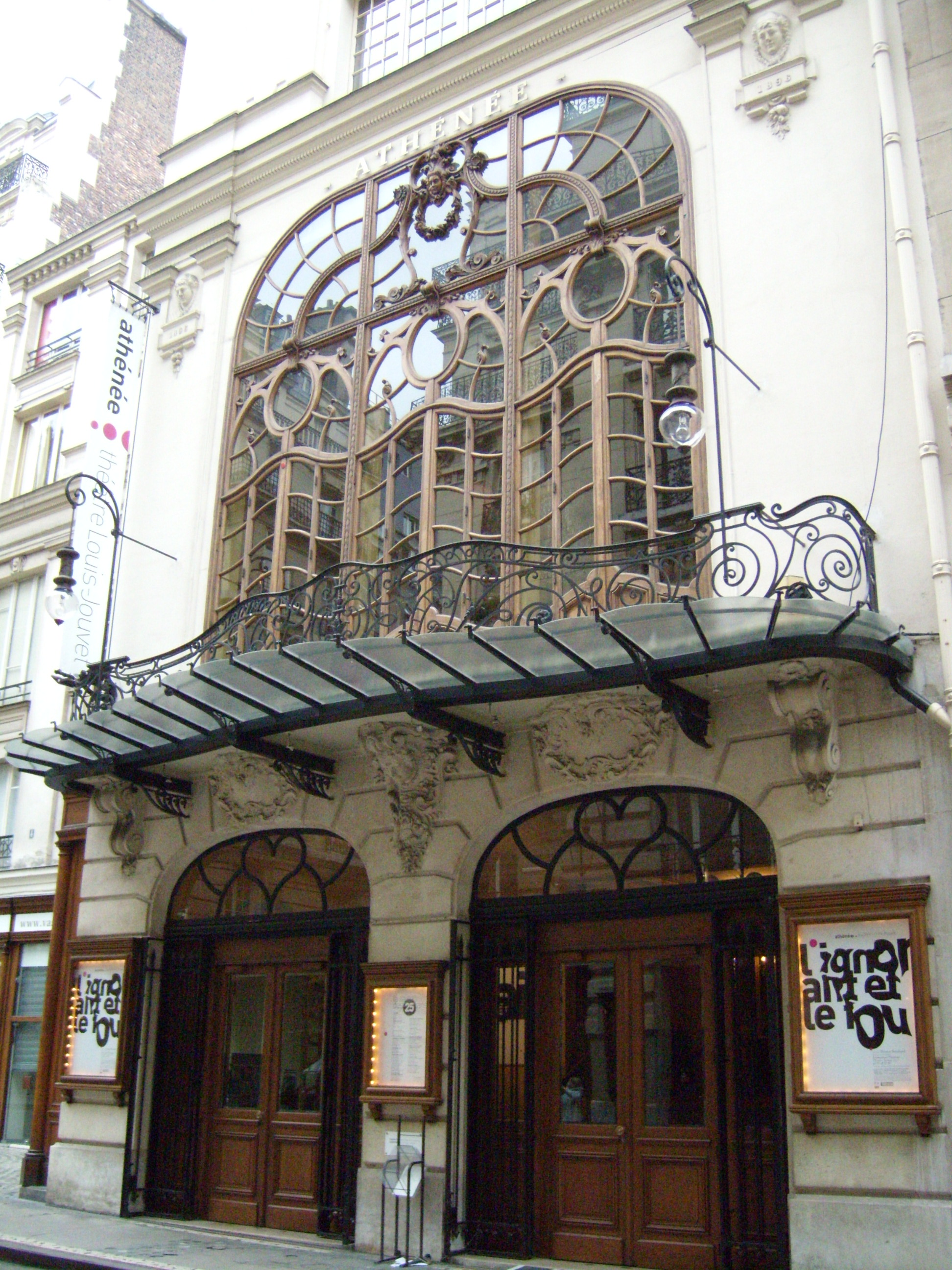
Théâtre de l'Athénée (París)

Las primeras aproximaciones a la arquitectura del siglo XX apuntaban a una interpretación rupturista donde lo ocurrido desde esos años a finales del siglo XIX se veía como un giro radical y sin retorno respecto a la Arquitectura anterior. Emerge así la idea de un movimiento moderno en la Arquitectura que supone empezar de cero.
Se hacía necesaria una visión histórica que pusiera el énfasis en los valores más novedosos de las obras recientes vinculadas a una interpretación comprometida con una apuesta política y social. Se quería alejar a esa Arquitectura de cualquier vínculo con tradiciones anteriores.
La nueva situación general creada por la revolución industrial y social generó multiplicidad de nuevos temas edilicios. Durante el siglo XIX, la iglesia y el palacio perdieron su importancia como temas principales y fueron reemplazados, a su turno, por el monumento, el museo, la vivienda, el teatro, el palacio de exposiciones, y el edificio para oficinas. Cada uno de estos temas, así como su sucesión temporal, indican el surgimiento de una nueva forma de vida, basada en los nuevos significados existenciales.
Estas nuevas edificaciones representaba los valores económicos de la nueva sociedad capitalista, así como sus fuerzas productivas se manifestaban de forma clara en edificios destinados a fábricas, oficinas y viviendas. A partir de estos avances la reivindicación de la eficiencia y rentabilidad económica como prioridad insoslayable, se observa una disminución de los patios en la arquitectura para optimizar lo económico.

Para referirse a la arquitectura que emerge desde finales del siglo XIX se emplea el calificativo de «moderna». En este caso, hace referencia a la levantada desde el Art Nouveau y las propuestas hasta la década de los años 60 del siglo XX. La arquitectura del Movimiento Moderno hace una apuesta decidida a favor de determinadas corrientes y tendencias en gran medida relacionadas con las vanguardias artísticas.
Naturalmente, la relativa continuidad con los sistemas tradicionales no excluye que el arte de construir se transforme en este período y que surjan nuevos problemas, como que por ejemplo, la revolución industrial modifica la técnica de la construcción, aunque sea de modo menos espectacular que en otros sectores. Los materiales tradicionales, como la piedra, los ladrillos, la madera, se trabajan de modo más rentable, distribuyéndolos de modo más práctico. A estos se añaden otros nuevos materiales, como el hierro colado, el vidrio y, más tarde, el cemento. Los progresos de la ciencia permiten utilizar todos estos materiales del modo más conveniente y medir su resistencia. La difusión del espíritu científico y la aspiración de los arquitectos a verificar los límites de empleo de los materiales y sistemas tradicionales de construcción, estimulan distintas investigaciones experimentales. 
La búsqueda científica trabaja, por otra parte, en la técnica de la construcción, modificando los instrumentos que han de servir para proyectar. Las dos principales innovaciones tienen su origen en Francia también en este caso: la invención de la geometría descriptiva y la introducción del sistema métrico decimal.

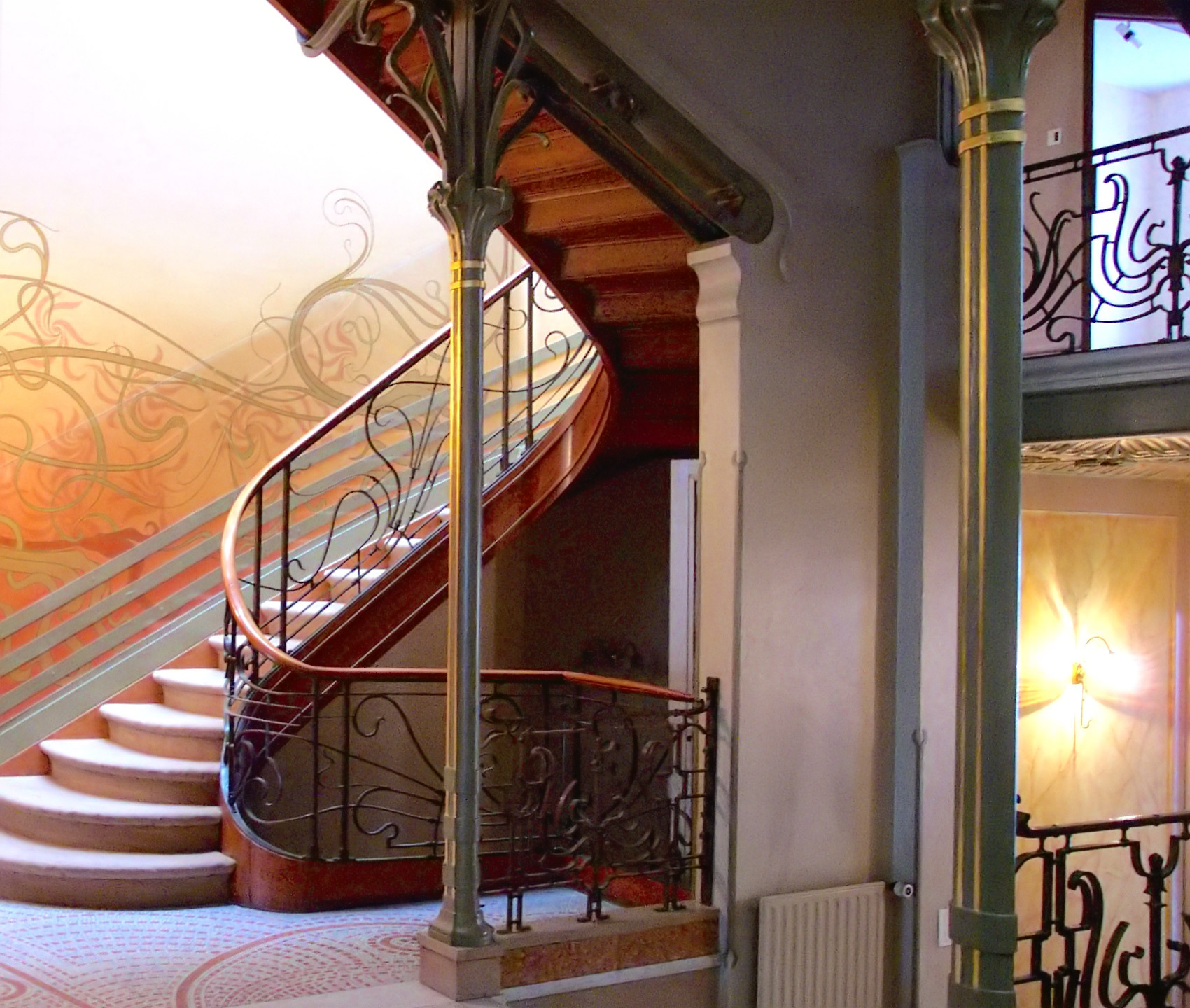
Escalera del Hotel Tassel Victor Horta (Bruselas)
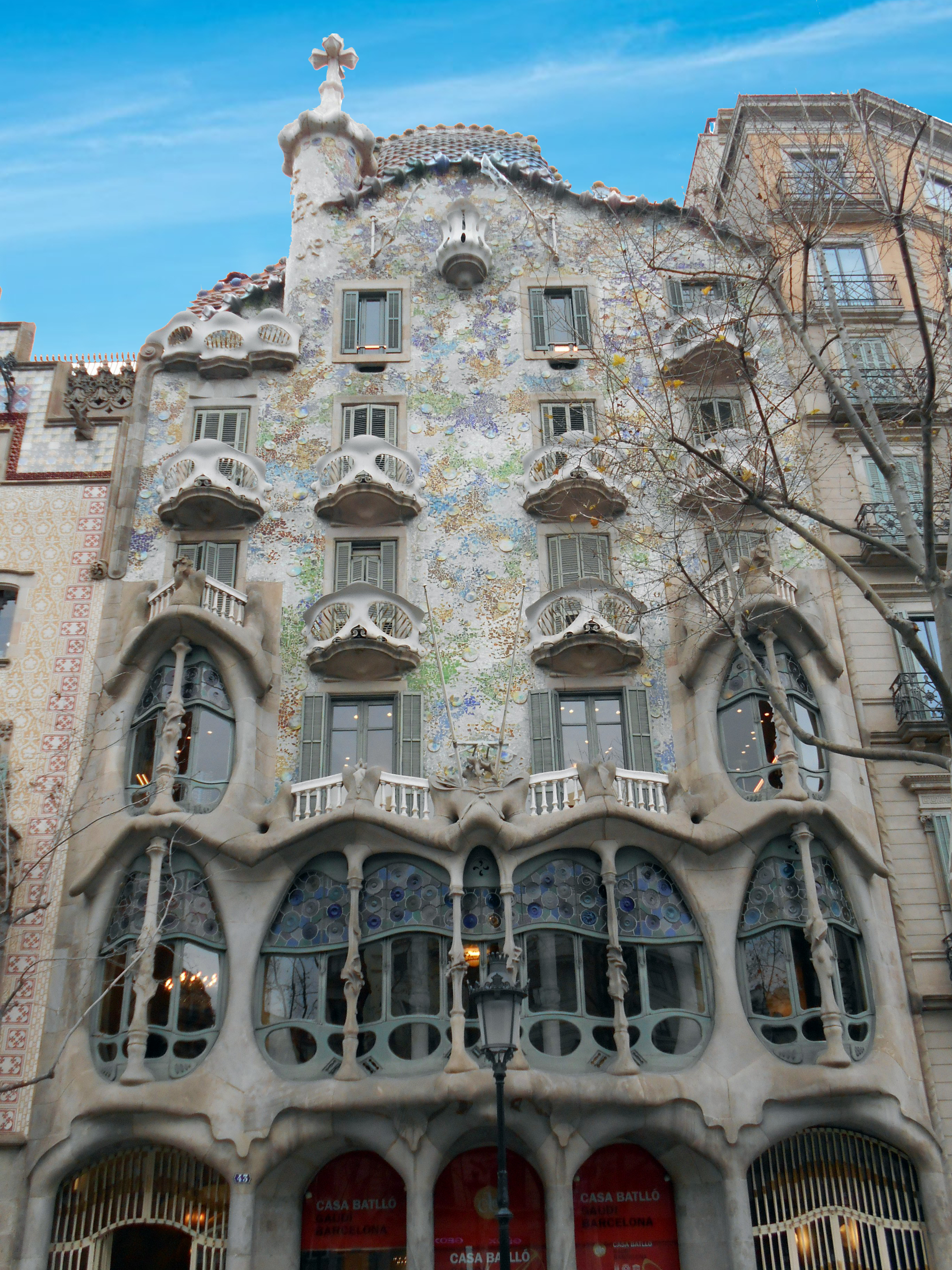
Fachada de la casa Batlló de Antonio Gaudí (Barcelona)
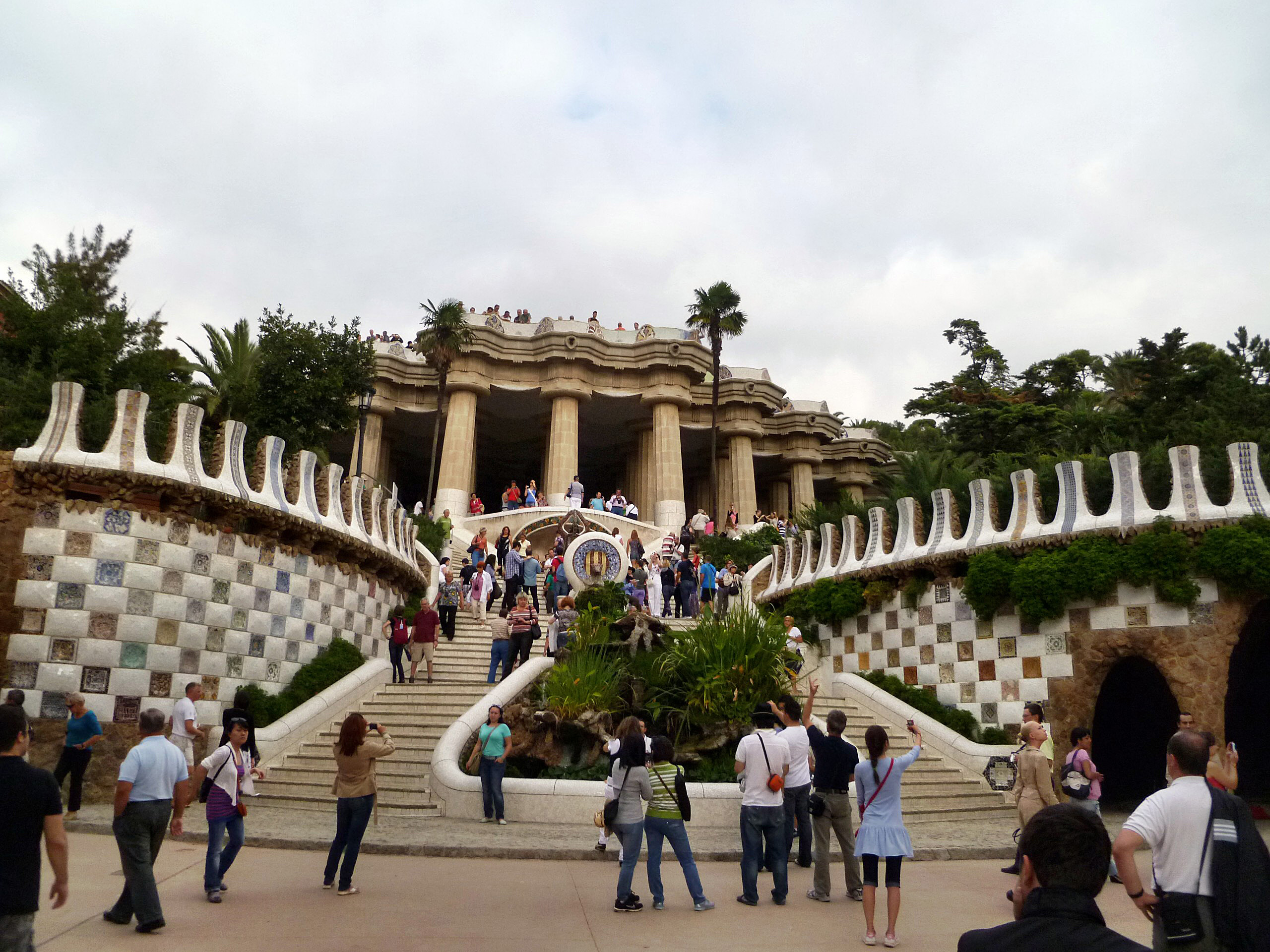
Parque Güell de Gaudí (Barcelona)
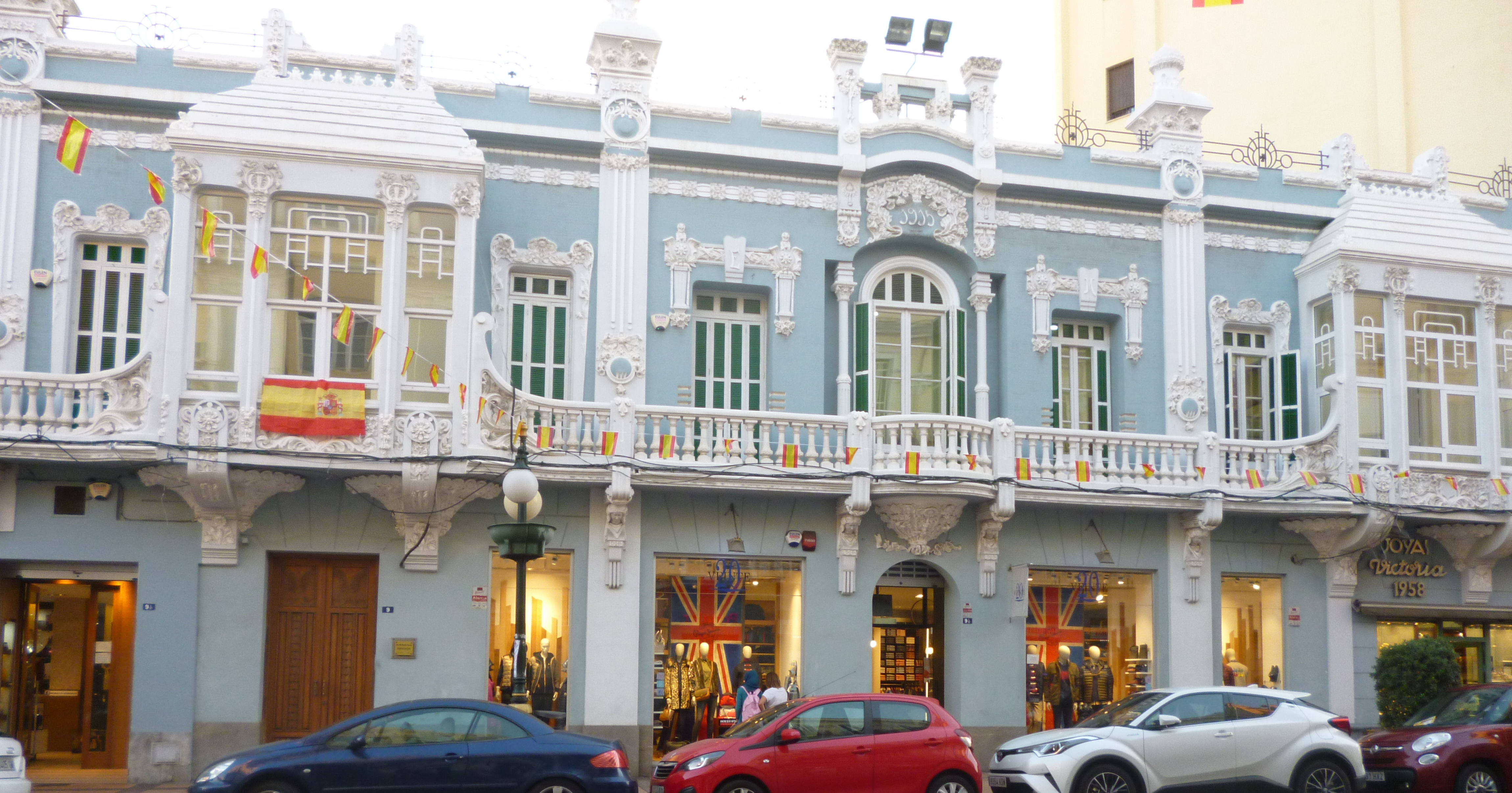
Economato Militar de Enrique Nieto y Nieto (Melilla)
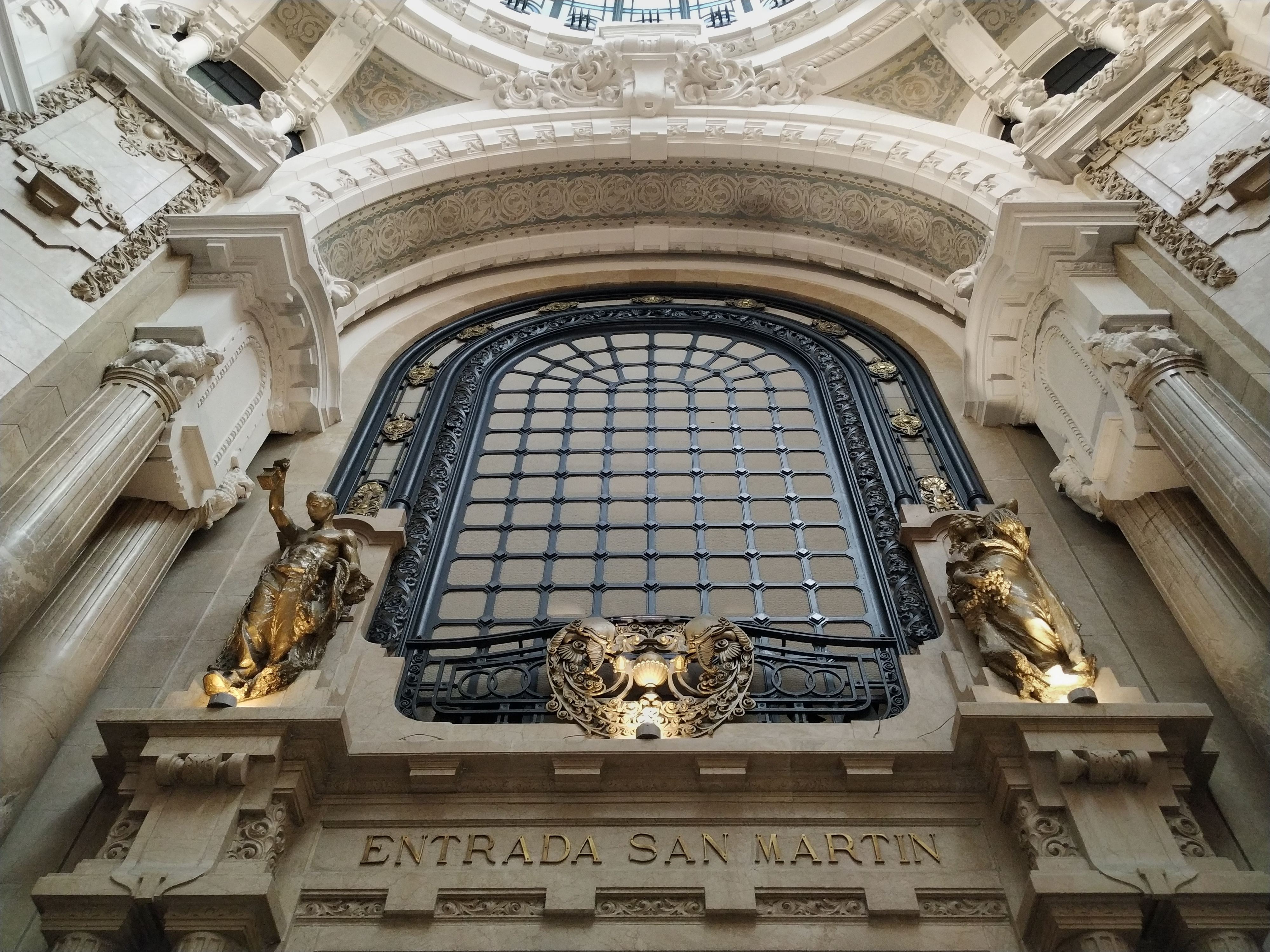
Interior de la Galería Güemes de Francesco Gianotti (Buenos Aires)
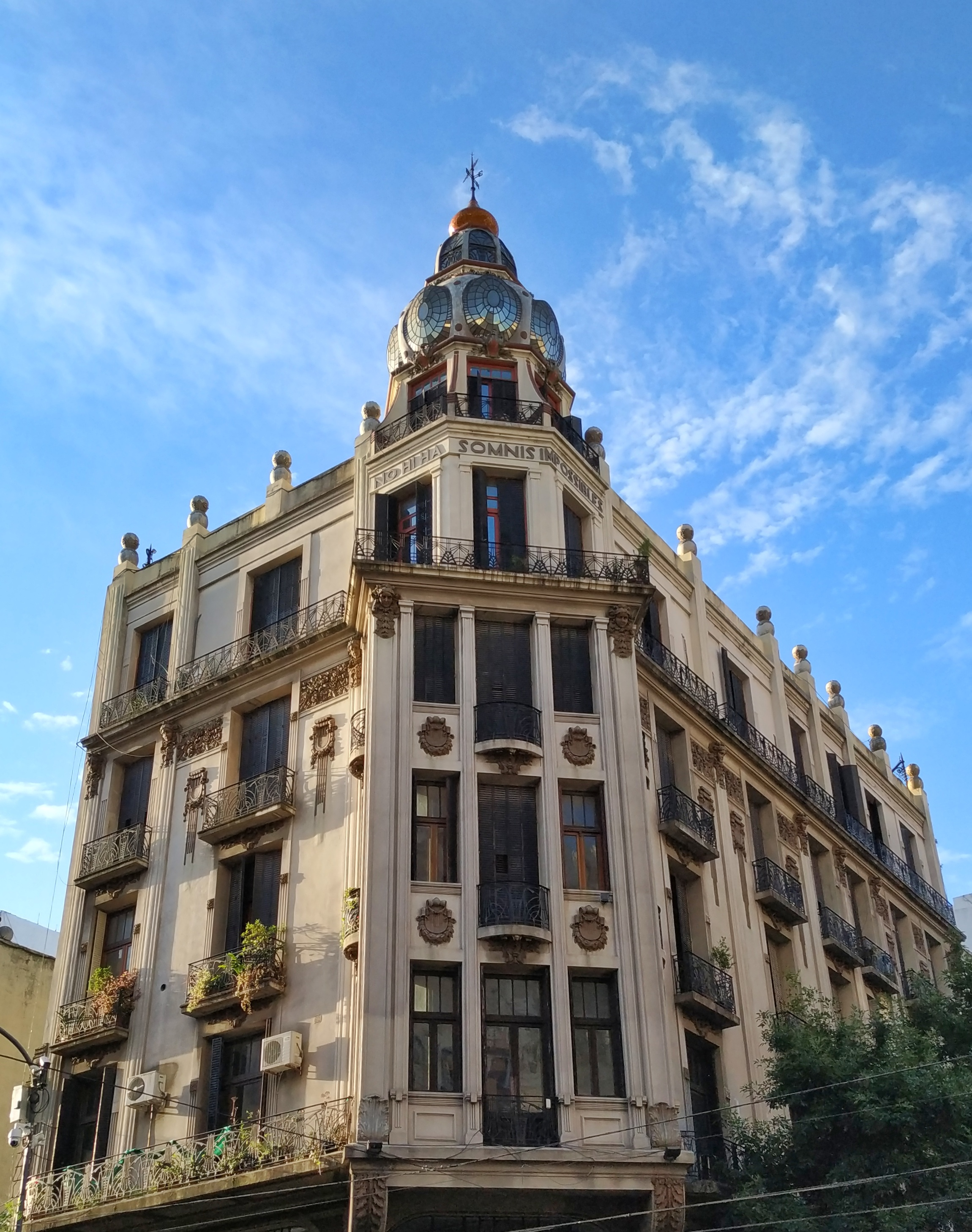
Edificio No hi ha somnis impossibles de Eduardo Rodríguez Ortega (Buenos Aires)